# Jeux olympiques d'hiver de 1988
Vous lisez un « article de qualité » labellisé en 2013.
Pour les articles homonymes, voir Jeux olympiques de 1988.
Les Jeux olympiques d'hiver de 1988, officiellement connus comme les XVes Jeux olympiques d'hiver, ont lieu à Calgary au Canada du 13 au 28 février 1988. L'Association de développement olympique de Calgary créée en 1957 prépare des candidatures pour accueillir les Jeux olympiques d'hiver de 1964 puis de 1968, toutes deux en vain. Calgary obtient l'organisation des Jeux d'hiver de 1988 lors de sa troisième candidature en s'imposant face aux villes de Falun en Suède et Cortina d'Ampezzo en Italie. Le Canada accueille les Jeux olympiques pour la deuxième fois après les Jeux d'été de 1976 à Montréal et, après huit candidatures, ses premiers Jeux d'hiver. Tous les sites sont situés à Calgary à part le Centre nordique de Canmore, qui accueille les épreuves de ski de fond et de biathlon, et la station de Nakiska, qui reçoit celles de ski alpin. Le comité d'organisation est aidé par des contributions des gouvernements du Canada, de la province de l'Alberta et de la ville de Calgary pour financer les Jeux. Grâce à un contrat de télédiffusion d'un montant record signé avec la chaîne américaine ABC, il obtient un bénéfice.
Les Jeux rassemblent 1 423 athlètes de 52 pays, ce qui constitue un record à l'époque pour les Jeux d'hiver. Ils participent dans six sports et dix disciplines qui regroupent 46 épreuves officielles, soit 7 de plus qu'en 1984. De plus, le curling, le patinage de vitesse sur piste courte, le ski acrobatique et le ski pour handicapés figurent au programme en tant que démonstrations. Ces Jeux d'hiver sont les premiers à s'étendre sur seize jours. Six nations font leurs débuts aux Jeux d'hiver : les Antilles néerlandaises, les Fidji, Guam, le Guatemala, les Îles Vierges des États-Unis et la Jamaïque. En revanche, ces Jeux marquent les dernières participations de l'Union soviétique avant sa dislocation et de l'Allemagne de l'Est et l'Allemagne de l'Ouest avant leur réunification.
Le Finlandais Matti Nykänen devient le premier athlète à remporter les deux épreuves individuelles de saut à ski et obtient également l'or dans l'épreuve par équipes, disputée pour la première fois. Il est l'athlète le plus médaillé de ces Jeux en compagnie de la Néerlandaise Yvonne van Gennip, qui s'adjuge trois des cinq courses féminines de patinage de vitesse. L'équipe jamaïcaine de bobsleigh à quatre ne termine pas la compétition, mais est très médiatisée et inspire le film Rasta Rockett ; de même, le film Eddie the Eagle est consacré au dernier de l'épreuve de saut à ski. L'Union soviétique domine le tableau des médailles avec 29 récompenses dont 11 en or. Elle est suivie de l'Allemagne de l'Est et de la Suisse qui en gagnent respectivement 25 et 15. Comme lors des Jeux d'été de 1976, le Canada ne remporte pas de médaille d'or. Il termine au 13e rang du classement. Les compétitions sont perturbées par les conditions météorologiques ; le chinook, vent chaud issu des Montagnes Rocheuses provoque le report de 30 épreuves et les températures varient de -28 à +22 degrés Celsius. Les Jeux olympiques laissent d'importantes retombées économiques et sportives. Vingt-cinq ans après leur déroulement, les cinq sites construits pour les épreuves olympiques sont toujours utilisés tant par les meilleurs athlètes canadiens que par les sportifs amateurs.

## Sélection de la ville hôte
Après les échecs de Montréal pour obtenir les Jeux d'hiver de 1932, de 1936 et de 1956, l'Association de développement olympique de Calgary (Calgary Olympic Development Association, CODA) est créée en 1957 afin de préparer la première candidature de Calgary, pour ceux de 1964. Cette ville perd alors contre Innsbruck, en Autriche, qui obtient 49 voix sur 58 parmi les membres du Comité international olympique (CIO). À nouveau candidate pour les Jeux d'hiver de 1968, Calgary perd cette fois de peu contre Grenoble, en France, qui gagne par 27 voix contre 24 au troisième tour. Pour les Jeux d'hiver de 1972, la CODA envisage d'organiser la compétition dans le parc national de Banff, proche de Calgary, mais des organisations environnementales craignent que les Jeux ne provoquent des dégâts environnementaux irréparables. Cette candidature échoue alors contre la ville japonaise de Sapporo par 32 voix contre 16 au premier tour. Après ces trois échecs, la CODA est dissoute en 1968 quand Vancouver est choisie comme candidature canadienne pour les Jeux d'hiver de 1976. Vancouver n'obtient pas les Jeux de 1976 et se retire juste avant le vote pour ceux de 1980.
Recréée en 1978, la CODA prépare une candidature de Calgary pour les Jeux d'hiver de 1988. Elle est soutenue par des personnalités de l'économie et de la politique locales qui dépensent 2,5 millions de dollars canadiens pour promouvoir cette candidature. En 1979, le Comité olympique canadien préfère Calgary à Vancouver, qui proposait un budget presque trois fois moins élevé, comme candidature canadienne. Le projet obtient également le soutien de la population locale, 80 000 habitants sur les 600 000 que compte Calgary adhérant à la CODA, ainsi que de l'état canadien qui a l'intention de consacrer 200 millions de dollars aux Jeux. Il s'agit de la huitième candidature canadienne pour les Jeux d'hiver et de la troisième de Calgary. Le 30 septembre 1981, la 84e session du CIO se tient à Baden-Baden, en Allemagne de l'Ouest. La candidature de Calgary se trouve face à celles de Cortina d'Ampezzo en Italie, qui a organisé les Jeux d'hiver de 1956, et de Falun en Suède. Au deuxième tour, la ville canadienne est préférée à la candidature suédoise par 48 voix contre 31. Calgary devient ainsi la deuxième ville hôte des Jeux olympiques au Canada après Montréal lors des Jeux d'été de 1976 et la première ville du pays à accueillir les Jeux d'hiver.

## Organisation
Le Comité d'organisation des XVes Jeux Olympiques d'hiver (Olympiques Calgary Olympics, OCO) est mis en place en avril 1982. Son président est Bill Pratt et il est composé de huit groupes : haute direction, communications, finances, commercialisation, préparation des activités, sports, services aux dignitaires, employés, bénévoles et contractuels, et technologie. Un vice-président est à la tête de chacun des groupes à part la haute direction. Le conseil d'administration de l'OCO, présidé par l'ingénieur chimique et pétrolier Frank King, s'assure du bon déroulement des Jeux,. Il est composé de 29 membres et comprend notamment des avocats, des juges, des hommes d'affaires et des politiciens. Au total, l'OCO compte 758 employés et 9 615 bénévoles au début des Jeux.

### Aspects économiques
Dans la candidature et pendant la construction des infrastructures, les organisateurs soulignent que les Jeux de Calgary ne provoqueraient pas les mêmes problèmes financiers que les Jeux d'été de 1976 à Montréal, qui ont laissé un déficit de presque un milliard de dollars canadiens. Plusieurs années avant les Jeux, le comité d'organisation prévoit déjà d'engranger un bénéfice qui sera finalement de 32 millions,,.
Les infrastructures et aménagements pour les Jeux de Calgary coûtent au total 766 millions de dollars canadiens. Le gouvernement canadien fournit 200 millions de dollars provenant de la vente de pièces et de timbres produits pour les Jeux et d'un fond alimenté par les loteries provinciales. La province de l'Alberta finance les installations pour 130 millions de dollars puisés dans le fonds du patrimoine albertain et la ville de Calgary investit quant à elle 43 millions de dollars. Les dépenses du comité d'organisation des Jeux sont de 527 millions de dollars dont 96 millions de frais d'exploitation, 88,4 millions pour les installations, 65,4 millions pour la technologie et 62,2 millions pour le marketing. Les recettes atteignent 559 millions de dollars. Elles proviennent en grande partie des droits de télédiffusion, qui sont de 325,9 millions, alors que les sponsors rapportent 88 millions et la vente des billets 41,9 millions. Le comité d'organisation obtient donc un bénéfice de 32 millions de dollars.
Le site sportif le plus cher est le Saddledome olympique, qui accueille les épreuves de hockey sur glace et de patinage artistique. D'abord budgété à 83,4 millions de dollars, sa construction coûte finalement 97,7 millions versés par les gouvernements du Canada, de l'Alberta et de Calgary et par le comité d'organisation. Cette augmentation de 13 % provoque une controverse parmi le public et une enquête interne est menée. Le Parc olympique du Canada, qui contient notamment les tremplins de saut à ski et la piste de bobsleigh et de luge, représente également un investissement important. L'État canadien prend en charge les 72,2 millions de frais. Le gouvernement de l'Alberta finance presque entièrement la construction de trois des principaux sites : la station de ski de Nakiska d'un coût de 27,1 millions, le Centre nordique de Canmore qui nécessite un investissement de 17,3 millions et l'Anneau olympique coûtant 40 millions. Le comité d’organisation et le gouvernement de l'Alberta dépensent au total 16,3 millions pour la rénovation du Stade McMahon qui accueille les cérémonies d'ouverture et de clôture. Le village olympique de l'Université de Calgary coûte 10,5 millions, payés par le comité d'organisation et l'Université tandis que celui de Canmore est financé par la ville pour 3,2 millions. Enfin, la ville de Calgary et le comité d'organisation dépensent environ 8,5 millions pour l'amélioration du réseau de transports de Calgary.

### Marketing

L'emblème des Jeux représente un flocon de neige stylisé.

L'emblème des Jeux est choisi par le comité d'organisation. Il représente un flocon de neige stylisé faisant référence aux Jeux olympiques d'hiver, mais peut aussi être vu comme une feuille d'érable, emblème du Canada. Il est composé de petits C pour Calgary et de grands C pour le Canada et les C entrecroisés rappellent le thème des Jeux : « Rassemblez-vous à Calgary ». Cet emblème est utilisé avec les anneaux olympiques pour la commercialisation et la communication sur les Jeux. Le groupe des communications choisit les ours polaires Hidy et Howdy comme mascottes. Ils débutent à la cérémonie de clôture des Jeux d'hiver de 1984 et font ensuite 2 375 apparitions pendant les 14 mois précédant les Jeux et 425 pendant les Jeux. Le comité protège les 200 symboles et mots ayant une relation avec les Jeux olympiques en enquêtant auprès de 300 entreprises et personnes et en lançant 52 procès.
Le comité d'organisation dépense plus de 62 millions de dollars pour le marketing. Le service de la production et de la publicité contrôle l'aspect graphique de toute la documentation du comité d'organisation. Il s'occupe de la publicité dans la presse et du matériel de promotion. Ce service produit notamment un film officiel et publie plus de 70 ouvrages,. Par ailleurs, le service des relations avec les collectivités distribue 1,7 million d'articles gratuits comprenant par exemple des affiches, des brochures et des drapeaux.
Les Jeux sont sponsorisés par 169 entreprises qui rapportent environ 90 millions de dollars au comité d'organisation et qui lui fournissent des services et des biens. En échange, ces entreprises peuvent utiliser les symboles olympiques pour leur publicité et reçoivent des billets pour les compétitions ainsi que des chambres d'hôtels. Parmi les 169 sponsors, 21 grandes entreprises ont le statut de « commanditaires officiels » qui versent chacune au moins deux millions de dollars, pour un total de 57 millions. Les 157 sociétés canadiennes génèrent 66 % des recettes,.

### Ventes des billets
Le comité d'organisation vend plus d'un million et demi de billets pour les compétitions sportives et les cérémonies. Ce nombre dépasse de loin la quantité de tickets vendus lors des précédents Jeux d'hiver. Les ventes sont ouvertes le 30 septembre 1986, et 77,3 % d'entre elles ont lieu en Alberta. Les demandes de tickets sont très fortes pour certaines épreuves et plusieurs controverses éclatent pendant leur distribution,. Des irrégularités dans les ventes aux États-Unis par la société World Tickets sont repérées. James McGregor, manager des tickets et propriétaire de la société, est ensuite accusé de fraude et de vol. De plus, alors que le comité a promis au départ que 90 % des places seraient attribuées au public, le superviseur des tickets Kenneth Melnyk annonce que 50 % des tickets des épreuves les plus populaires sont réservées à la famille olympique comprenant le CIO, les fédérations sportives internationales, les comités nationaux olympiques et les sponsors. Cela provoque de nombreuses protestations dans le public et le comité est obligé de redistribuer des tickets. Il augmente aussi la capacité de certains sites, notamment de ceux du saut à ski, du ski alpin, du hockey sur glace et du patinage artistique,. Finalement, le public reçoit 79 % des tickets mais a une réaction plutôt négative envers le système de billetterie à cause d'une mauvaise planification et d'une communication peu efficace.
Les ventes totales sont de 1 507 376 tickets pour 1 936 330 places, ce qui représente un taux d'occupation de 77,8 %. Les 42 matches de hockey sur glace (le sport le plus suivi) représentent 484 800 billets vendus pour 623 853 places, soit 32 % du total des billets attribués. Les autres sports attirant au moins cent mille spectateurs sont le ski alpin (163 015), le patinage artistique (135 026), le saut à ski (122 153) et le bobsleigh (100 927). Le sport pour lequel le taux d'occupation est le plus élevé est le bobsleigh ; 95,7 % des 105 520 billets mis en vente sont écoulés. En revanche, seuls 29,8 % des 132 878 places disponibles pour le combiné nordique et 36,4 % des 115 832 places pour le ski de fond sont occupées. L'épreuve attirant le plus de spectateurs est celle du grand tremplin en saut à ski, qui rassemble une foule de 80 000 personnes.

### Transports et tourisme
Plusieurs améliorations au réseau de transports de Calgary sont effectuées pour les Jeux. Pour un montant de 4,4 millions de dollars, l'autoroute transcanadienne est rénovée entre le village olympique de Calgary et le Parc olympique du Canada afin de faciliter l'accès à ce dernier. La route de Barlow Trail, qui relie le centre-ville à l'Aéroport international de Calgary, est également rénovée pour un montant de 2,7 millions et la gare du C-Train du parc Stampede est agrandie pour un coût de 1,1 million. Le réseau de pistes cyclables est étendu vers l'Ouest pour qu'il soit raccordé au Parc Olympique du Canada. Le nombre de bus est augmenté et des bus spéciaux vers les sites olympiques sont mis à disposition du public avant et après les épreuves. Plus de quatre millions de déplacements sont effectués pendant les Jeux dans le réseau de transports en commun, qui comprend le métro léger C-Train et les autobus. Le comité d'organisation dispose de 1 070 véhicules, dont 500 automobiles et 450 camionnettes, pour le transport des athlètes, de la famille olympique et des journalistes. Presque 1 500 bénévoles dont environ 1 000 chauffeurs sont engagés par le service des transports. L'Aéroport international de Calgary reçoit presque deux fois plus de passagers qu'habituellement durant les compétitions. Parmi les visiteurs à Calgary pendant les Jeux, on trouve 77 % d'Albertains, 7 % d'autres Canadiens et 16 % d'étrangers.

### Nations participantes

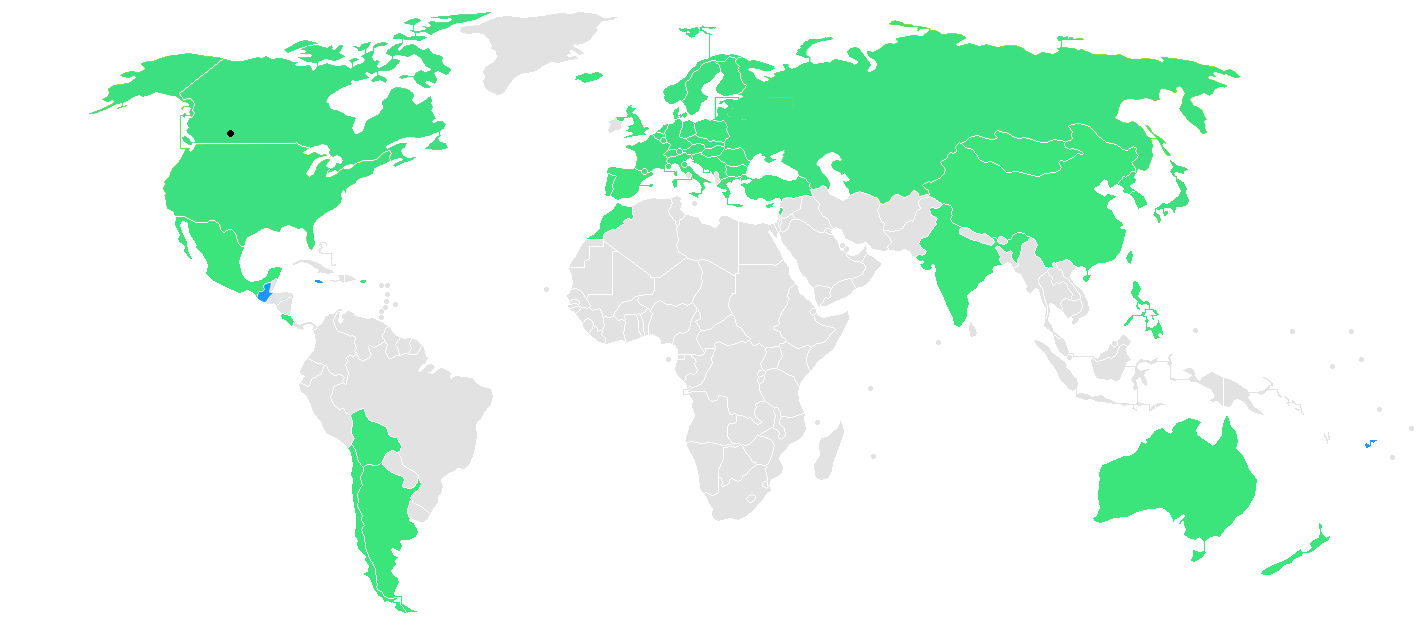
57 nations participent aux Jeux.
Pays participant pour la première fois.
Pays ayant déjà participé.

Cinquante-sept nations envoient une délégation à Calgary, pour un total de 1 423 athlètes dont 1 122 hommes et 301 femmes. Avec huit pays et 151 athlètes de plus que lors des Jeux de 1984, cela constitue un record de participation pour les Jeux d'hiver à l'époque. Soixante pays sont inscrits en octobre 1987, mais deux d'entre eux ne peuvent pas participer car ils ne sont pas représentés par un comité national à l'Union internationale de patinage et deux autres pays se retirent par la suite, tandis qu'un pays supplémentaire est autorisé à concourir par la Fédération internationale de bobsleigh et de tobogganing. Six nations prennent part aux Jeux olympiques d'hiver pour la première fois : les Antilles néerlandaises, les Fidji, Guam, le Guatemala, les Îles Vierges des États-Unis et la Jamaïque. Le Luxembourg revient aux Jeux d'hiver après 52 ans d'absence, le Portugal après 36 ans, le Danemark et l'Inde après 20 ans et les Philippines sont de retour après 16 ans d'absence tandis que l'Égypte, le Sénégal et les Îles Vierges britanniques, présents aux Jeux de 1984, ne participent pas en 1988,,,,,,,. Ces Jeux marquent la dernière participation aux Jeux d'hiver de l'Union soviétique avant sa dislocation. Les athlètes de ce pays participeront en 1992 avec l'Équipe unifiée, l'Estonie, la Lettonie et la Lituanie. De plus, l'Allemagne de l'Est et de l'Allemagne de l'Ouest concourent séparément pour la dernière fois avant la Réunification de 1990.
Le nombre indiqué entre parenthèses est le nombre d'athlètes engagés dans les épreuves officielles pour chaque pays.
- Allemagne de l'Est (53)
- Allemagne de l'Ouest (90)
- Andorre (4)
- Antilles néerlandaises (2)
- Argentine (15)
- Australie (19)
- Autriche (81)
- Belgique (1)
- Bolivie (6)
- Bulgarie (26)
- Canada (112)
- Chili (5)
- Chine (13)
- Chypre (3)
- Corée du Nord (6)
- Corée du Sud (22)
- Costa Rica (2)
- Danemark (1)
- Espagne (12)
- États-Unis (117)
- Fidji (1)
- Finlande (53)
- France (68)
- Grande-Bretagne (48)
- Grèce (6)
- Guam (1)
- Guatemala (6)
- Hongrie (5)
- Inde (6)
- Islande (3)
- Îles Vierges des États-Unis (3)
- Italie (58)
- Jamaïque (4)
- Japon (48)
- Liban (4)
- Liechtenstein (13)
- Luxembourg (1)
- Maroc (3)
- Mexique (11)
- Monaco (3)
- Mongolie (3)
- Norvège (63)
- Nouvelle-Zélande (9)
- Pays-Bas (11)
- Philippines (1)
- Pologne (32)
- Porto Rico (9)
- Portugal (5)
- Roumanie (11)
- Saint-Marin (5)
- Suède (67)
- Suisse (70)
- Taipei chinois (13)
- Tchécoslovaquie (59)
- Turquie (8)
- Union soviétique (101)
- Yougoslavie (22)

## Déroulement

### Relais de la flamme olympique

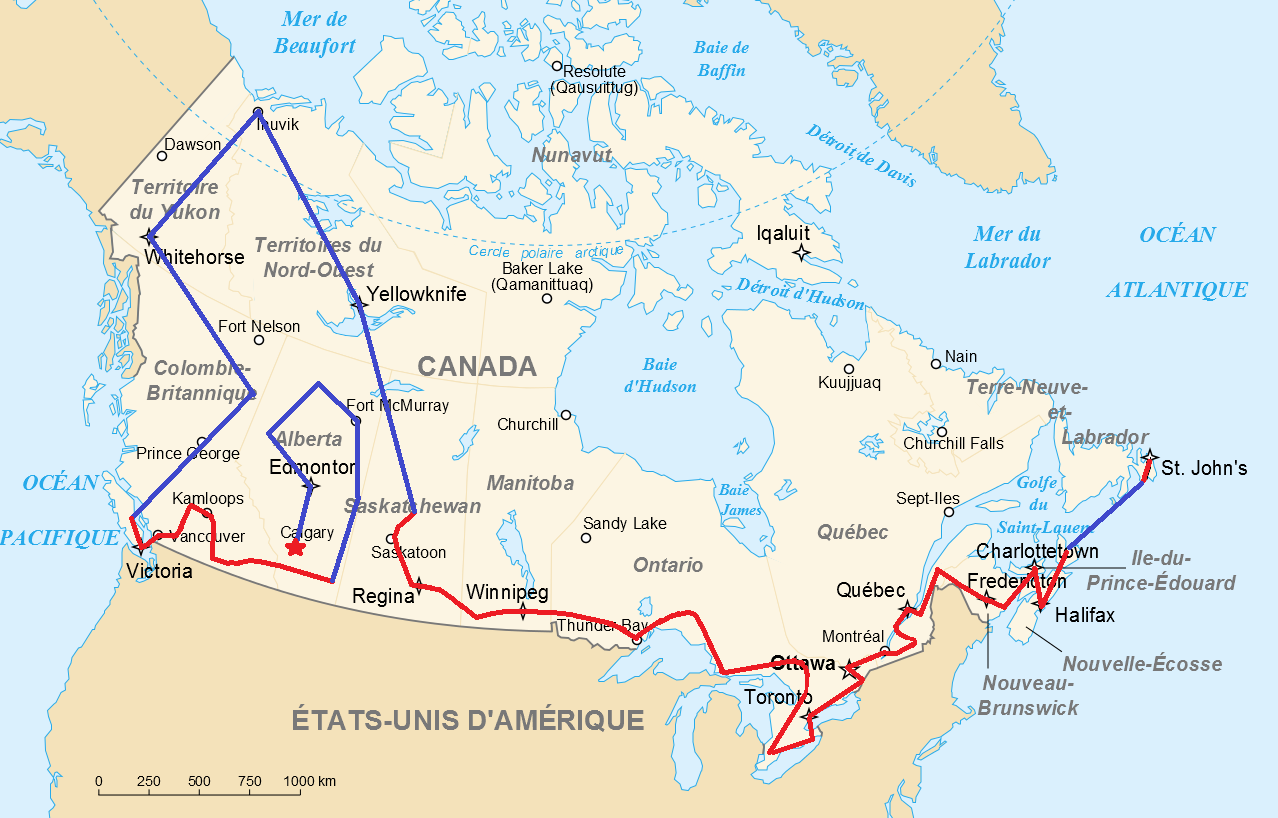
Relais de la flamme olympique.
Par voie terrestre.
Par avion.

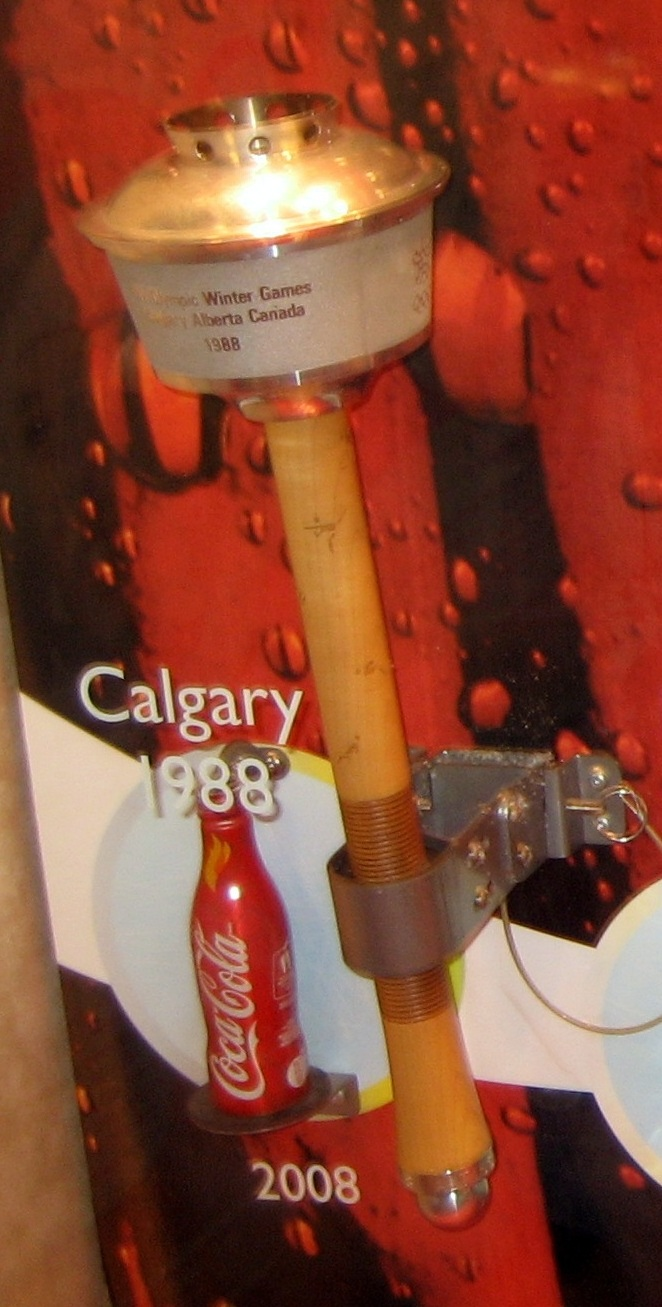
La torche olympique des Jeux de Calgary.

En février 1987, près de 10 millions de formulaires de recrutement de relayeur sont envoyés aux foyers canadiens par le sponsor Pétro-Canada qui organise le relais,. Environ 6,6 millions d'entre eux sont remplis et retournés. 7 342 relayeurs sont choisis pour porter le flambeau sur un kilomètre : 6 520 Canadiens âgés de 4 à 100 ans tirés au sort parmi les personnes ayant rempli le formulaire ainsi que des anciens athlètes olympiques, des handicapés et des autochtones,,.
Le relais a une longueur totale de 18 000 kilomètres, dont 11 000 kilomètres par voie terrestre (2 750 kilomètres en motoneige) et 7 000 kilomètres par avion, hélicoptère et ferry, et traverse les 10 provinces et 2 territoires du Canada,. La flamme parcourt une distance beaucoup plus grande que les 775 kilomètres du relais des Jeux d'été de 1976 à Montréal.
La flamme olympique est allumée par les rayons du soleil le 15 novembre 1987 à Olympie, en Grèce. Le Grec de 19 ans Stellos Bisbas commence le relais appelé Share the Flame (« partagez la flamme »). Il tient la torche dans une main et une branche d'olivier symbolisant la paix dans l'autre. La flamme olympique est ensuite transportée jusqu'à Athènes, puis à St. John's à l'Est du Canada sur la côte de l'Océan Atlantique. Les anciens athlètes canadiens Barbara Ann Scott-King et Ferd Hayward, dont les noms ont été tenus secrets jusqu'au dernier moment, sont les premiers à porter le flambeau au Canada. Le relais longe ensuite le Sud du pays en direction de l'Ouest en passant notamment par les villes de Québec, Montréal, Ottawa, Toronto et Winnipeg. Puis la flamme se dirige vers le Nord et passe par Yellowknife et Inuvik. Elle repart vers le Sud et passe par Whitehorse, puis rejoint la côte de l'Océan Pacifique et Vancouver avant de revenir vers l'Est pour arriver à Edmonton et Calgary. Le relais se termine lors de la cérémonie d'ouverture le 13 février 1988, après 88 jours. Deux anciens athlètes canadiens, Cathy Priestner et Ken Read, transmettent la flamme à l’écolière de 12 ans Robyn Perry qui allume la vasque dans le Stade McMahon.
La torche olympique est composée d'un manche en bois d'érable et d'un godet en aluminium recyclé qui rappellent la tour de Calgary. Le flambeau a une hauteur de 60 centimètres pour un poids de 1,7 kilogramme. Les pictogrammes des dix sports olympiques sont gravés au laser sur son manche. Plus de 100 torches sont fabriquées et la cartouche de combustible doit être changée toutes les 45 minutes.

### Calendrier
Plusieurs changements sont apportés au programme olympique. En octobre 1983, le comité d'organisation décide de prolonger la durée des Jeux de douze à seize jours. L'événement s'étend donc pour la première fois sur trois weekends. Sept épreuves officielles sont ajoutées au programme olympique : le super-G et le combiné masculins et féminins en ski alpin, une compétition par équipe en saut à ski et en combiné nordique ainsi que le 5 000 mètres féminin en patinage de vitesse. Au total, 46 épreuves officielles sont disputées. Le comité décide également de programmer le patinage de vitesse sur courte piste, le ski acrobatique et le curling en tant que démonstrations, trois compétitions qui deviendront officielles lors des Jeux olympiques suivants,,. Au moins une finale d'épreuve se tient chaque jour du 14 au 28 février.
| CO | Cérémonie d'ouverture | ● | Épreuve(s) | 1 | Finale d'épreuve officielle | CC | Cérémonie de clôture |

| février 1988                                           | 13 S | 14 D      | 15 L      | 16 M | 17 M       | 18 J       | 19 V      | 20 S       | 21 D        | 22 L                 | 23 M                 | 24 M                                    | 25 J                         | 26 V       | 27 S       | 28 D       | Épreuves |
| ------------------------------------------------------ | ---- | --------- | --------- | ---- | ---------- | ---------- | --------- | ---------- | ----------- | -------------------- | -------------------- | --------------------------------------- | ---------------------------- | ---------- | ---------- | ---------- | -------- |
| Cérémonies                                             | CO   |           |           |      |            |            |           |            |             |                      |                      |                                         |                              |            |            | CC         | —        |
| Biathlon                                               |      |           |           |      |            |            |           | 20 km (H)  |             |                      | Relais 4x7,5 km (H)  |                                         |                              | 10 km (H)  |            |            | 3        |
| Bobsleigh                                              |      |           |           |      |            |            |           | ●          |             | 1                    |                      |                                         |                              |            | ●          | 1          | 2        |
| Combiné nordique                                       |      |           |           |      |            |            |           |            |             |                      | ●                    | 1                                       |                              |            |            | 1          | 2        |
| Hockey sur glace                                       | ●    | ●         | ●         | ●    | ●          | ●          | ●         | ●          | ●           | ●                    | ●                    | ●                                       | ●                            | ●          | ●          | 1          | 1        |
| Luge                                                   |      | ●         | 1         | ●    |            | 1          | 1         |            |             |                      |                      |                                         |                              |            |            |            | 3        |
| Patinage artistique                                    |      | ●         |           | 1    | ●          | ●          |           | 1          | ●           | ●                    | 1                    | ●                                       | ●                            |            | 1          |            | 4        |
| Patinage de vitesse                                    |      | 500 m (H) |           |      | 1000 m (H) | 5000 m (H) |           | 1500 m (H) | 10000 m (H) | 500 m (F)            | 3000 m (F)           |                                         |                              | 1000 m (F) | 1500 m (F) | 5000 m (F) | 10       |
| Saut à ski                                             |      | 1         |           |      |            |            |           |            |             |                      | 1                    | 1                                       |                              |            |            |            | 3        |
| Ski alpin                                              |      |           | 1         | ●    | 1          |            | 1         | ●          | 2           | 1                    |                      | 1                                       | 1                            | 1          | 1          |            | 10       |
| Ski de fond                                            |      | 10 km (F) | 30 km (H) |      | 5 km (F)   |            | 15 km (H) |            | 4x5 km (F)  | 4x10 km (H)          |                      |                                         | 20 km (F)                    |            | 50 km (H)  |            | 8        |
| Curling · (démonstration)                              |      | ●         | ●         | ●    | ●          | ●          | ●         | ●          |             |                      |                      |                                         |                              |            |            |            | —        |
| Patinage de vitesse sur piste courte · (démonstration) |      |           |           |      |            |            |           |            |             | 1500 m (H) 500 m (F) | 1500 m (F) 500 m (H) | 3000 m (F) Relais 3000 m (F) 1000 m (H) | 3000 m (H) Relais 5000 m (H) |            |            |            | —        |
| Ski acrobatique · (démonstration)                      |      |           |           |      |            |            |           |            | ●           | ●                    | ●                    |                                         | ●                            |            |            |            | —        |
| Ski pour handicapés · (démonstration)                  |      |           |           |      | ●          |            |           |            | ●           |                      |                      |                                         |                              |            |            |            | —        |
| Nombre de finales / jour                               | 0    | 3         | 3         | 1    | 3          | 2          | 3         | 3          | 4           | 4                    | 4                    | 3                                       | 2                            | 3          | 4          | 4          |          |
| Total cumulé de finales                                | 0    | 3         | 6         | 7    | 10         | 12         | 15        | 18         | 22          | 26                   | 30                   | 33                                      | 35                           | 38         | 42         | 46         | 46,      |

### Conditions météorologiques
Les conditions météorologiques constituent le seul problème majeur auquel doit faire face le comité d'organisation durant les Jeux. Le chinook, vent d'ouest chaud et sec venant des Montagnes Rocheuses, provoque le report de 30 épreuves. Pendant les Jeux, les températures varient de -28 à +22 degrés Celsius.
Après une cérémonie d'ouverture glaciale, la descente masculine de ski alpin est reportée d'un jour à cause de vents soufflant jusqu'à 160 km/h. Le départ de la descente féminine est également retardé. Les tremplins de saut à ski étant dirigés vers le nord, les vents d'ouest perturbent beaucoup les compétitions. L'épreuve sur grand tremplin est par exemple reportée à quatre reprises à cause de vents dangereux. Cela perturbe aussi le combiné nordique individuel, dans lequel l'épreuve de saut à ski doit être reportée. Pour la première fois de l'histoire olympique, le saut à ski et la course de ski de fond du combiné nordique doivent donc se disputer en un jour. Malgré un refroidissement artificiel, la piste de bobsleigh et de luge n'est pas épargnée. Plusieurs courses sont reportées à cause de températures élevées ainsi que de sable et de poussières déposés sur la piste par le vent,.

### Cérémonie d'ouverture

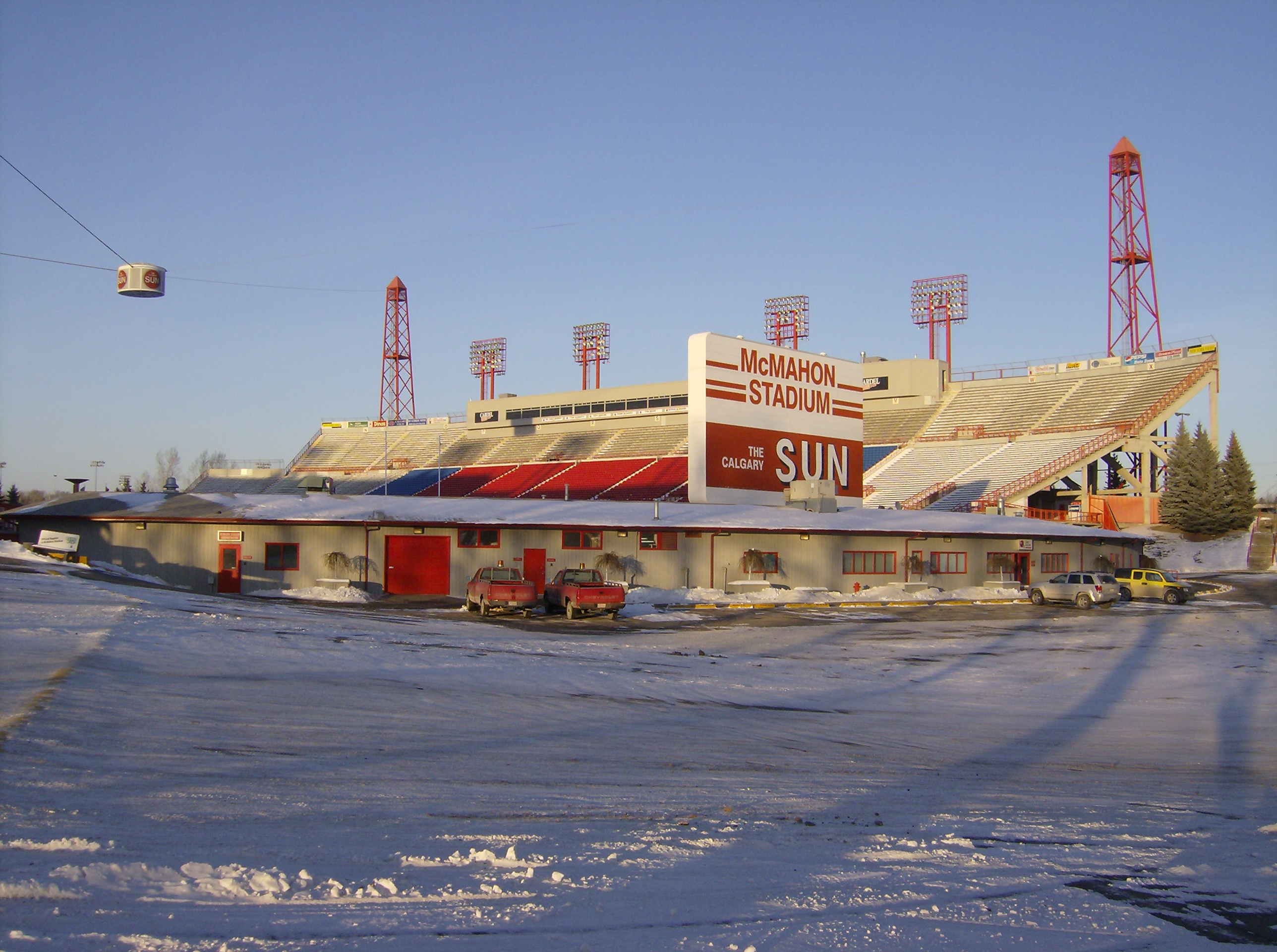
Le Stade McMahon en 2006.

La cérémonie d'ouverture a lieu le 13 février à 13 h 30 dans le stade McMahon, par une température extrêmement froide. Elle dure deux heures et 60 000 spectateurs ainsi que 2 600 athlètes et officiels y assistent,. De plus, 8 000 bénévoles y participent. C'est la première fois que les athlètes peuvent s'asseoir dans les gradins à côté des spectateurs aux Jeux d'hiver. Au début de la cérémonie, 1 100 personnes venant de tout l'Alberta interprètent Rassemblez-vous, chanson thème des Jeux de Calgary. Ensuite, plus de 700 personnes venant de 40 groupes socio-culturels apparaissent et 120 cadets de Calgary hissent les drapeaux des 57 nations participantes. La gouverneure générale du Canada Jeanne Sauvé fait son entrée tirée par des chevaux, puis la Gendarmerie royale du Canada présente une version courte de son Carrousel. Comme le veut la tradition, la délégation grecque ouvre la parade des nations. Les autres pays défilent selon l'ordre alphabétique en anglais et le pays hôte ferme la marche. Un two-step est ensuite présenté par 360 danseurs avant l'ouverture officielle des Jeux. Un mot de bienvenue est prononcé par le président du conseil d'administration du comité d'organisation, Frank King, et un discours du président du CIO Juan Antonio Samaranch est présenté avant que Jeanne Sauvé ne proclame l'ouverture des Jeux, en déclarant les deux phrases suivantes : « Je proclame l'ouverture, des Jeux Olympiques de Calgary, célébrant les XVe Jeux Olympiques d'hiver. » « I Declare open, the Games of Calgary celebrating the XVth Olympic games. » Puis 1 100 Calgariens âgés de 9 à 12 ans présentent le spectacle Images olympiques et le drapeau olympique des Jeux d'hiver, offert par le maire d'Oslo lors des Jeux d'hiver de 1952, est levé. Deux anciens athlètes canadiens, Cathy Priestner et Ken Read, entrent dans le stade en portant la torche olympique et Robyn Perry, une écolière et patineuse artistique âgée de 12 ans dont l'identité est tenue secrète jusqu'à la dernière minute, allume la vasque. Faite de cuivre, elle est entourée d'une structure de câbles formant un tipi d'une hauteur de 65 mètres faisant référence aux Indiens d'Amérique,. Après une démonstration de vol acrobatique, Mon Pays présente la musique canadienne d'origines françaises et anglaises. Le skieur de fond canadien Pierre Harvey prononce ensuite le serment des athlètes et sa compatriote Suzanne Morrow devient la première femme à prêter serment pour les juges. La chorale entonne l'hymne national Ô Canada, des danseurs effectuent un quadrille et la cérémonie se conclut par une chanson composée spécialement pour l'occasion nommée Can't You Feel It? et interprétée par les danseurs, chanteurs, athlètes et les spectateurs.

### Épreuves

#### Épreuves officielles

##### Biathlon

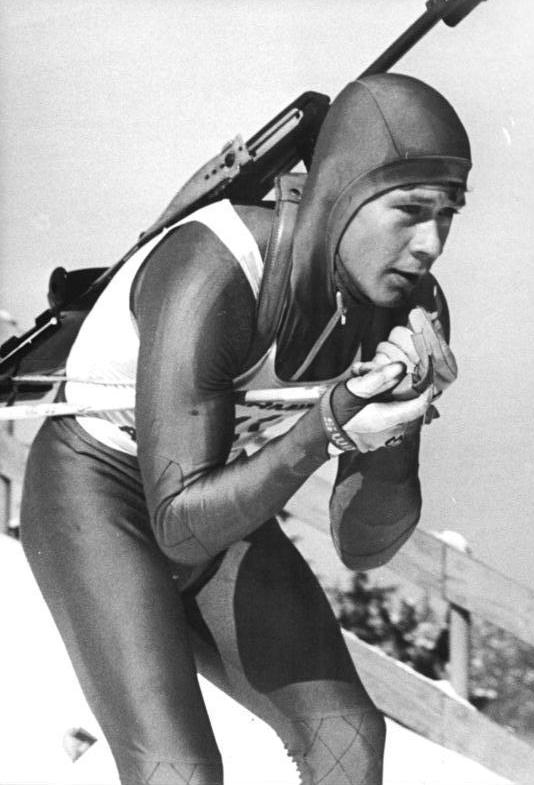
Frank-Peter Roetsch, ici en 1987, remporte deux médailles d'or lors de ces Jeux.

Les compétitions de biathlon ont lieu au Centre nordique de Canmore, à 105 kilomètres à l'Ouest de Calgary. Trois épreuves masculines sont au programme : les courses individuelles de 10 et 20 kilomètres ainsi que le relais 4 × 7,5 kilomètres. Elles sont disputées par 90 athlètes de 22 pays différents et se déroulent par des conditions météorologiques très changeantes. Les épreuves sont dominées par les Est-Allemands et les Soviétiques.
L'épreuve de 20 kilomètres individuel a lieu le 20 février. L'Est-Allemand Frank-Peter Roetsch, favori, remporte la course en 56 min 33 s 3 en manquant trois cibles qui donnent une pénalité d'une minute chacune. Le Soviétique Valeri Medvedtsev est deuxième avec 21,3 secondes de retard malgré le fait qu'il ne manque que deux cibles. Le podium est complété par l'Italien Johann Passler, qui rate également deux cibles.
Le sprint sur 10 kilomètres a lieu le 23 février et les deux premières places sont occupées par les mêmes skieurs que celles du 20 kilomètres individuel. Frank-Peter Roetsch devient ainsi le premier athlète à remporter les deux épreuves individuelles de biathlon aux Jeux olympiques depuis l'introduction du sprint en 1980. Il prend la première place avec un temps de 25 min 8 s 1 malgré un tour de pénalité de 150 mètres parcouru après une cible manquée à la deuxième phase de tir. Les autres médaillés, tous deux Soviétiques, ne manquent aucune cible. Valeri Medvedtsev obtient l'argent avec 15,6 secondes de retard et Sergueï Tchepikov remporte le bronze en terminant 23,1 secondes après Roetsch.
Le relais 4 × 7,5 kilomètres se déroule le 26 février et seize équipe y participent. Les favoris sont les Soviétiques, qui ont remporté tous les relais depuis leur introduction aux Jeux en 1968, ainsi que les Est-Allemands, qui ont placé quatre coureurs dans les six premiers lors du sprint,. L'Est-Allemand Jürgen Wirth manque trois des cinq cibles au premier tour à cause du vent. Cela le place en 12e position, avec un retard de presque deux minutes que son équipe ne pourra pas rattraper. Les Soviétiques s'adjugent un sixième titre olympique consécutif en relais grâce à un temps de 1 h 22 min 30 s. Ils sont suivis des Allemands de l'Ouest et des Italiens, alors que la RDA prend la cinquième place derrière quatre équipes n'ayant manqué aucune cible.

##### Bobsleigh

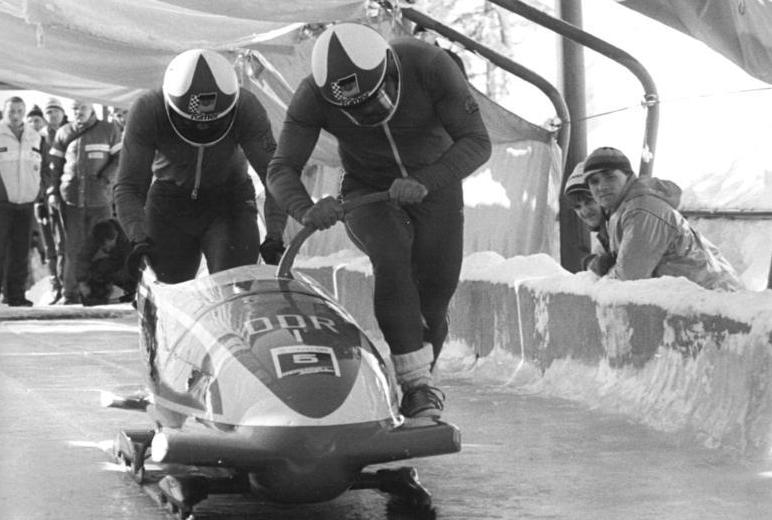
Wolfgang Hoppe et Bogdan Musiol, ici en mars 1988, remportent l'argent en bob à deux et à quatre.

Les deux épreuves de bobsleigh, à deux et à quatre, se déroulent sur la piste du Parc national olympique du Canada. Elles sont très affectées par les conditions climatiques. Les Jeux de Calgary marquent la fin de la domination de l'Allemagne de l'Est, qui a remporté cinq des six titres attribués lors des trois éditions précédentes,,. Ce pays remporte cette fois trois médailles, mais les titres olympiques sont pris par l'Union soviétique et la Suisse. Cent trente-cinq athlètes de 23 pays participent aux épreuves de bobsleigh. Trois nations des Antilles, qui font toutes trois leur première apparition aux Jeux olympiques d'hiver, participent en bobsleigh : la Jamaïque en bob à deux et à quatre, les Îles Vierges des États-Unis représentées par deux hommes de 50 ans en bob à deux et les Antilles néerlandaises en bob à deux. On remarque aussi les participations de quatre frères mexicains et du prince Albert de Monaco qui est le premier membre du Comité international olympique à participer aux Jeux olympiques.
Les deux premières manches de bob à deux ont lieu le 20 février. Le pilote est-allemand Wolfgang Hoppe, champion olympique en titre, s'adjuge la première manche. En revanche, il est seulement huitième de la deuxième manche, remportée par le Soviétique Jānis Ķipurs. Après cette course déroulée par une température de 14 degrés, six pays dont l'Allemagne de l'Est et l'Union soviétique demandent l'annulation des deux premières manches faussées selon eux par de la poussière amenée sur la piste par le vent. Cette requête est refusée et la compétition se poursuit le lendemain. Après que 28 bobs sont descendus, la course est annulée à cause du sable sur la piste dû au vent et à la chaleur. Les épreuves sont poursuivies le lendemain. Wolfgang Hoppe remporte les troisième et quatrième manches. Malgré une victoire dans trois des quatre descentes, Hoppe et son coéquipier Bogdan Musiol sont deuxièmes. Les vainqueurs sont Jānis Ķipurs et Vladimir Kozlov qui réalisent un temps de 3 min 53 s 48, soit 71 centièmes de moins que Hoppe et Musiol. Ķipurs participe pour l'Union soviétique mais peint son bob avec les couleurs lettones pour protester contre l'occupation soviétique de son pays. L'autre bob d'Allemagne de l'Est, piloté par Bernhard Lehmann, complète le podium. Après la course, Hoppe continue à protester contre les conditions de course. Il s'estime désavantagé car l'ordre de course, important quand la piste est exposée aux mauvaises conditions climatiques, est choisi au hasard et non d'après les résultats. Cela ne sera plus le cas en 1992.
Les compétitions de bob à quatre se déroulent dans de meilleures conditions. Après deux manches, l'équipe d'Allemagne de l'Est pilotée par Hoppe est première. L'équipe suisse menée par Ekkehard Fasser prend cependant la première place après trois manches et obtient finalement la médaille d'or en 3 min 47 s 51. Elle a seulement sept centièmes d'avance sur l'Allemagne de l'Est de Hoppe, médaillée d'argent. Jānis Ķipurs et l'équipe II de l'Union soviétique prennent quant à eux la médaille de bronze. Dans les courses de bob à quatre, l'équipe jamaïcaine est particulièrement suivie. Dans la troisième manche, au virage appelé le « Kreisel », le pilote perd le contrôle du bob qui heurte le bord de la piste, ce qui retourne les quatre athlètes. Ils ne sont pas blessés et marchent avec leur bob jusqu'à l'arrivée. Leur histoire inspire le film Rasta Rockett, qui sort en 1993.

##### Combiné nordique

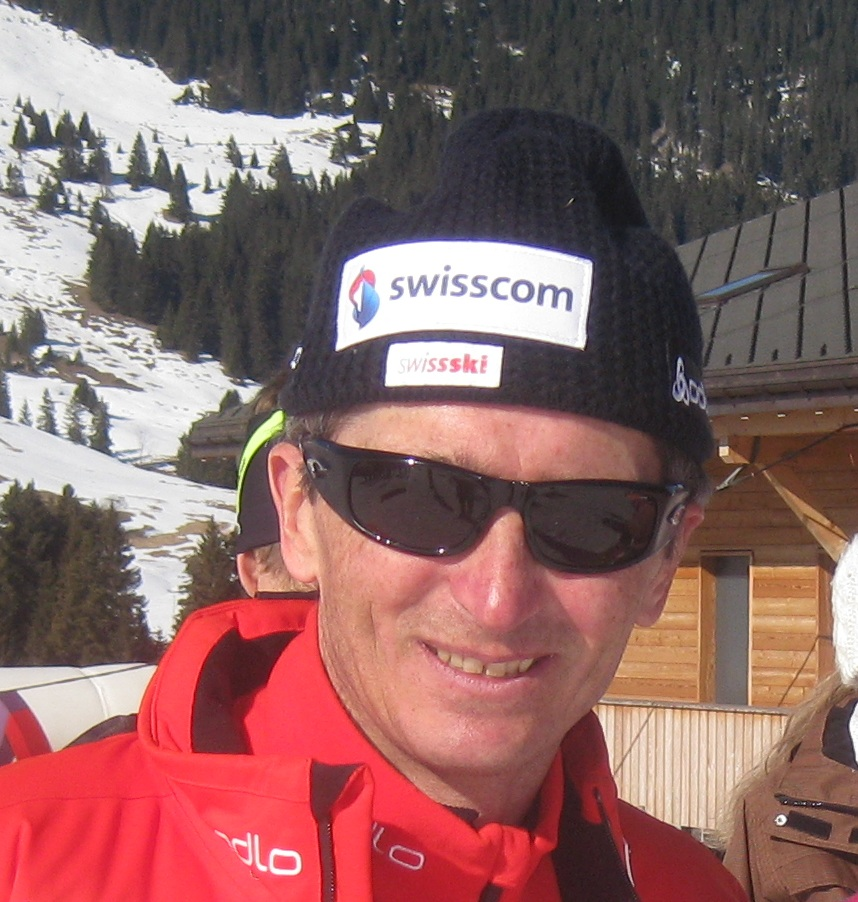
Hippolyt Kempf, ici en 2011, remporte deux médailles aux Jeux de Calgary.

Pour le combiné nordique, les sauts à ski ont lieu dans le Parc national olympique du Canada et les courses de ski de fond sont tenues au Centre nordique de Canmore. Pour la première fois, une épreuve par équipe fait partie du programme olympique. C'est aussi la première fois que le tableau de Gundersen, méthode permettant de convertir les points du saut à ski en secondes, est utilisée aux Jeux olympiques : les skieurs prennent le départ de la course de fond avec un retard sur le premier déterminé par leurs résultats en saut à ski, et l'ordre des skieurs à l'arrivée permet d'établir le classement final.
La première des deux épreuves est la compétition par équipe, disputée les 23 et 24 février par 11 nations. D'abord, les trois athlètes de chaque équipe font deux fois trois sauts sur le tremplin normal de 70 mètres et les deux meilleurs sauts comptent à chaque tour. Les meilleures équipes en saut à ski sont l'Allemagne de l'Ouest et l'Autriche, loin devant la Norvège. L'Autrichien Klaus Sulzenbacher établit un nouveau record du tremplin en sautant à 91 mètres, soit plus loin que les sauts victorieux de Matti Nykänen qui a atteint 89,5 mètres dans des conditions venteuses lors de l'épreuve de saut à ski. La Suisse est sixième,. Le lendemain, le relais de 3 × 10 kilomètres de ski de fond a lieu. Les Ouest-Allemands, huitièmes sur dix en ski de fond, gardent leur première place et deviennent les premiers champions olympiques de combiné nordique par équipe. Les Suisses partent avec un retard de 4 min 52 s sur les Ouest-Allemands. Ils sont les plus rapides en ski de fond et reprennent du temps, mais prennent l'argent en échouant à seulement 3,4 secondes de la victoire. Les Autrichiens sont neuvièmes en ski de fond mais obtiennent la médaille de bronze ; les Norvégiens sont quatrièmes,.
L'épreuve de saut à ski du combiné nordique individuel, prévue l'avant-dernier jour des Jeux, est reportée à cause des mauvaises conditions météorologiques. En conséquence, le combiné nordique des Jeux de Calgary est le premier de l'histoire olympique à être disputé en un jour. Il se déroule le 28 février et 43 athlètes y prennent part,. Après l'épreuve de saut, l'Autrichien Klaus Sulzenbacher est premier devant l'Ouest-Allemand Hubert Schwarz et le Suisse Hippolyt Kempf. Le favori, le Norvégien Torbjørn Løkken, n'est que 19e. Après les sauts, les athlètes vont rapidement au Centre nordique de Canmore. Après avoir mangé dans les voitures ou les camionnettes, farté les skis et essayé la piste, ils prennent le départ de la course de ski de fond de 15 kilomètres sans avoir le temps de se reposer. Løkken, parti 3 min 14 s après Sulzenbacher, est le plus rapide en ski de fond et remonte à la sixième place finale. Kempf rattrape son handicap d'1 min 10 s et dépasse Sulzenbacher à 2,3 kilomètres de l'arrivée. Le Suisse est deuxième du ski de fond et devient champion olympique. L'Autrichien remporte l'argent avec 19 secondes de retard. Le Soviétique Allar Levandi, quatrième après le saut à ski, obtient la médaille de bronze tandis que Schwarz prend la 13e place finale.

##### Hockey sur glace

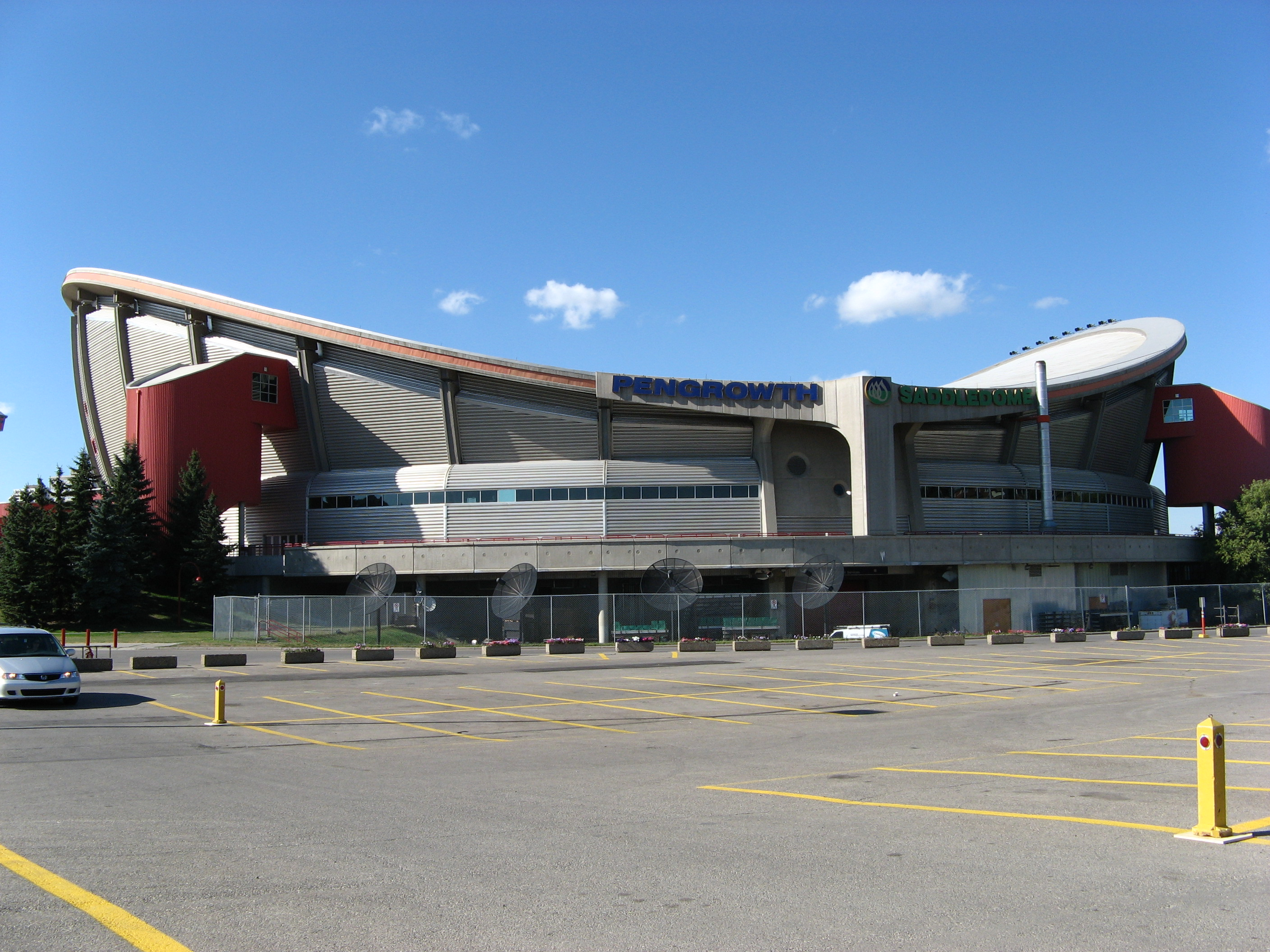
Le Saddledome olympique, ici en 2007, est le site principal des compétitions de hockey sur glace et de patinage artistique.

Les matches de hockey sur glace ont lieu dans le Saddledome olympique, le Stampede Corral et l'Aréna olympique Père David Bauer et douze équipes y participent. Après une décision de la Fédération internationale de hockey sur glace prise en octobre 1986, les joueurs professionnels peuvent participer aux Jeux olympiques pour la première fois. Cela ne modifie que peu la compétition puisque les équipes de la Ligue nationale de hockey, qui est la ligue professionnelle nord-américaine, ne libèrent pas leurs joueurs pour le tournoi olympique,. Les Soviétiques, considérés comme favoris, remportent leur septième médaille d'or en neuf tournois olympiques depuis 1956.
Au début du tournoi, les douze équipes sont séparées en deux groupes dans lesquels chaque pays affronte les cinq autres. Les trois meilleures équipes de chaque groupe se qualifient pour le tour final qui compte pour la première fois six nations. Dans cette phase, les résultats du premier tour sont repris et chaque équipe affronte celles qu'elle n'a pas encore rencontrées.
Dès le premier tour, les Soviétiques balaient la concurrence en obtenant cinq victoires dans le groupe B. Ils sont qualifiés pour la suite de la compétition en compagnie de l'Allemagne de l'Ouest, qui gagne quatre matches, et de la Tchécoslovaquie qui en remporte trois. Les résultats sont plus serrés dans le groupe A puisque la Finlande, la Suède et le Canada se qualifient tous les trois avec sept points tandis que la Suisse échoue malgré ses trois victoires. Dans ce tour, le Polonais Jaroslav Morawiecki est testé positif aux stéroïdes anabolisants après un match remporté 6-2 contre la France. Il est exclu du tournoi et son équipe doit abandonner les deux points de la victoire.
Les Soviétiques battent le Canada 5-0 et la Suède 7-1 dans le tour final, ce qui leur permet d'adjuger le titre olympique avec huit points. La Finlande est la seule équipe à poser des difficultés aux Soviétiques. Elle les bat 2-1 dans le dernier matche du tour final et obtient l'argent avec sept points, ce qui représente sa première médaille olympique en hockey sur glace. La Suède gagne la médaille de bronze avec six points et le Canada échoue à un point du podium. Pour la première fois, les rangs des équipes éliminées après le premier tour sont déterminés : les quatrièmes des groupes s'affrontent pour les places 7 et 8, les cinquièmes pour les places 9 et 10,et les sixièmes pour les places 11 et 12.

##### Luge

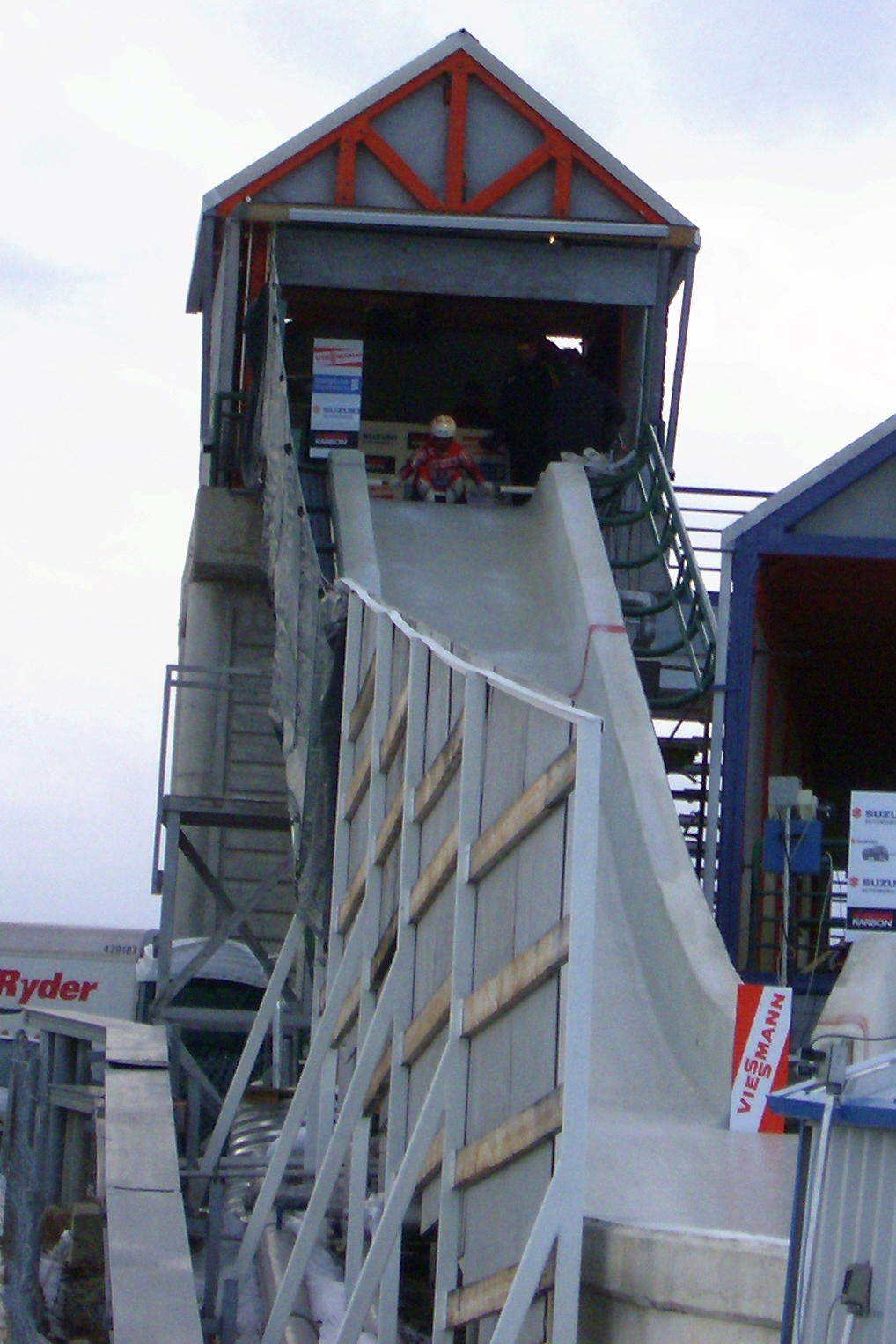
Le départ de la piste de luge.

Les compétitions de luge sont tenues sur la piste du Parc national olympique du Canada. Trois épreuves sont au programme : la luge monoplace hommes et femmes et la luge biplace hommes. Les Est-Allemands dominent ce sport en remportant six médailles, dont trois d'or. Comme celles de bobsleigh, les courses de luge sont perturbées par les conditions climatiques.
La première épreuve est celle des hommes en simple, déroulée en quatre manches les 14 et 15 février. Trente-huit lugeurs y prennent part. L'Est-Allemand Jens Müller remporte la première manche en établissant un nouveau record de la piste en 46 s 30, qui ne sera plus battu pendant la compétition. Il devance l'Ouest-Allemand Georg Hackl, champion d'Europe surprise devant Müller deux semaines avant les Jeux, et le Soviétique Yuri Kharchenko. Le classement reste identique après la deuxième descente. Après la troisième manche, Müller et Kartchenko occupent les premières places tandis que Hackl est quatrième. Müller obtient la médaille d'or en 3 min 5 s 548. Hackl prend l'argent avec 368 millièmes de seconde de retard après être remonté dans la dernière manche et Kartchenko prend le bronze avec 726 millièmes de retard. Les Est-Allemands et les Canadiens protestent contre les conditions orageuses des deux dernières manches, mais cela reste sans effet.
Vingt-quatre athlètes prennent part à l'épreuve féminine. Les Est-Allemandes, largement favorites, dominent les courses : la championne olympique en titre Steffi Walter, la championne du monde Cerstin Schmidt et la championne d'Europe Ute Oberhoffner sont les trois meilleures à chacune des trois manches. Dès la première manche le 16 février, Walter établit un nouveau record de la piste en 45 s 828, qui ne sera pas battu lors des Jeux. Oberhoffner prend l'avantage après la deuxième course. Le lendemain, la troisième manche est retardée puis reportée d'un jour à cause de forts vents. Walter remporte la troisième manche le 18 février, puis Oberhoffner la quatrième. Walter prend la médaille d'or en 3 min 3 s 973 tandis qu'Oberhoffner obtient l'argent avec 132 millièmes de retard et Schmidt le bronze avec 208 millièmes de retard.
Dix-huit duos participent en double le 19 février, épreuve disputée en deux manches. Les Est-Allemands Jörg Hoffmann et Jochen Pietzsch, vainqueurs des trois derniers Championnats du monde, battent le record de la piste en première manche. Ils ont un dixième d'avance sur leurs compatriotes Stefan Krauße et Jan Behrendt. En deuxième manche, Krauße et Behrendt sont les plus rapides avec seulement un millième d'avance sur Hoffmann et Pietzsch. Ces derniers prennent donc l'or comme attendu, mais Krauße et Behrendt prennent une médaille d'argent surprise. Les Ouest-Allemands Thomas Schwab et Wolfgang Staudinger prennent la médaille de bronze.

##### Patinage artistique

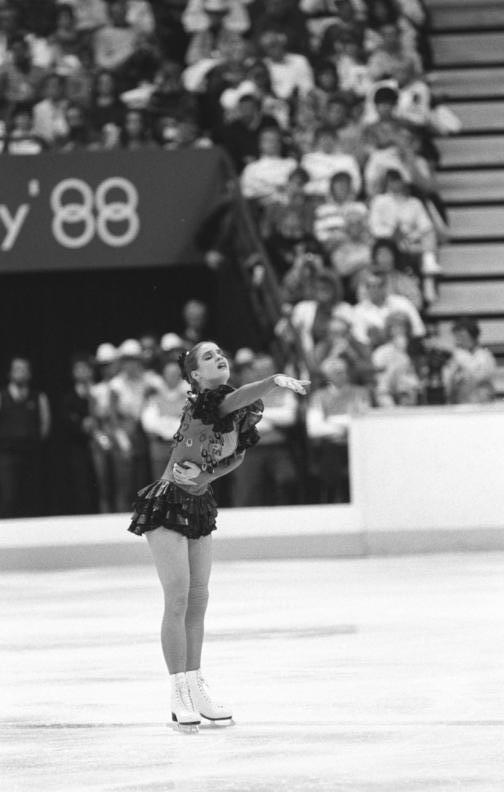
Katarina Witt, championne olympique, pendant son programme libre.

Quatre épreuves de patinage artistique sont disputées : les épreuves masculine, féminine et par couple ainsi que la danse sur glace. Elles ont lieu dans le Saddledome olympique, le Stampede Corral et la Aréna olympique Père David Bauer et 129 athlètes de 26 pays y participent. C'est la dernière fois que les figures imposées, forme originale du patinage artistique, font partie des compétitions féminine et masculine. Les patineurs et les entraîneurs, qui trouvent qu'elles avantagent des athlètes trop faibles en programme libre, convainquent les officiels de les supprimer du programme olympique.
La première épreuve est celle des couples. Les Soviétiques Ekaterina Gordeeva et Sergueï Grinkov s'adjugent l'or en remportant facilement le programme court et le programme libre. L'Union soviétique prend ainsi son septième titre consécutif dans cette épreuve. Leurs compatriotes Ielena Valova et Oleg Vassiliev sont deuxièmes, tandis que les Américains Jill Watson et Peter Oppegard prennent par surprise le bronze. L'épreuve masculine est attendue pour la « Bataille des Brians » entre l'Américain Brian Boitano et le Canadien Brian Orser, champions du monde respectivement en 1986 et 1987. Boitano s'impose dans les figures imposées alors qu'Orser remporte le programme court. Dans le programme libre, Boitano réussit ses triples sauts tandis qu'Orser est plus hésitant. Cinq juges votent pour Boitano, qui devient champion olympique, et quatre pour Orser qui prend l'argent. Le jeune Soviétique Viktor Petrenko obtient la médaille de bronze,. En danse sur glace, les Soviétiques Natalia Bestemianova et Andreï Boukine, champions du monde et d'Europe chaque année depuis 1985, remportent l'or aisément en s'imposant dans les trois programmes. Leurs compatriotes Marina Klimova et Sergueï Ponomarenko prennent l'argent et les Canadiens Tracy Wilson et Robert McCall sont médaillés de bronze. Dans la compétition féminine, à la fin des Jeux, l'Est-Allemande Katarina Witt est favorite. Elle est en effet championne olympique en titre et championne du monde en 1984, 1985 et 1987. L'Américaine Debi Thomas, championne du monde 1986, peut également prétendre à la victoire. Thomas bat Witt dans les figures imposées, mais Witt remporte le programme court. Dans le programme libre, remporté par la Canadienne Elizabeth Manley, les deux favorites patinent toutes les deux sur la musique Carmen de Georges Bizet. Alors que Witt prend la deuxième place, Thomas tombe sur son premier saut et est quatrième. Finalement, Katarina Witt prend l'or devant Manley et Thomas. Elle devient ainsi la première athlète depuis Sonja Henie en 1932 et 1936 à conserver son titre olympique dans cette épreuve.

##### Patinage de vitesse

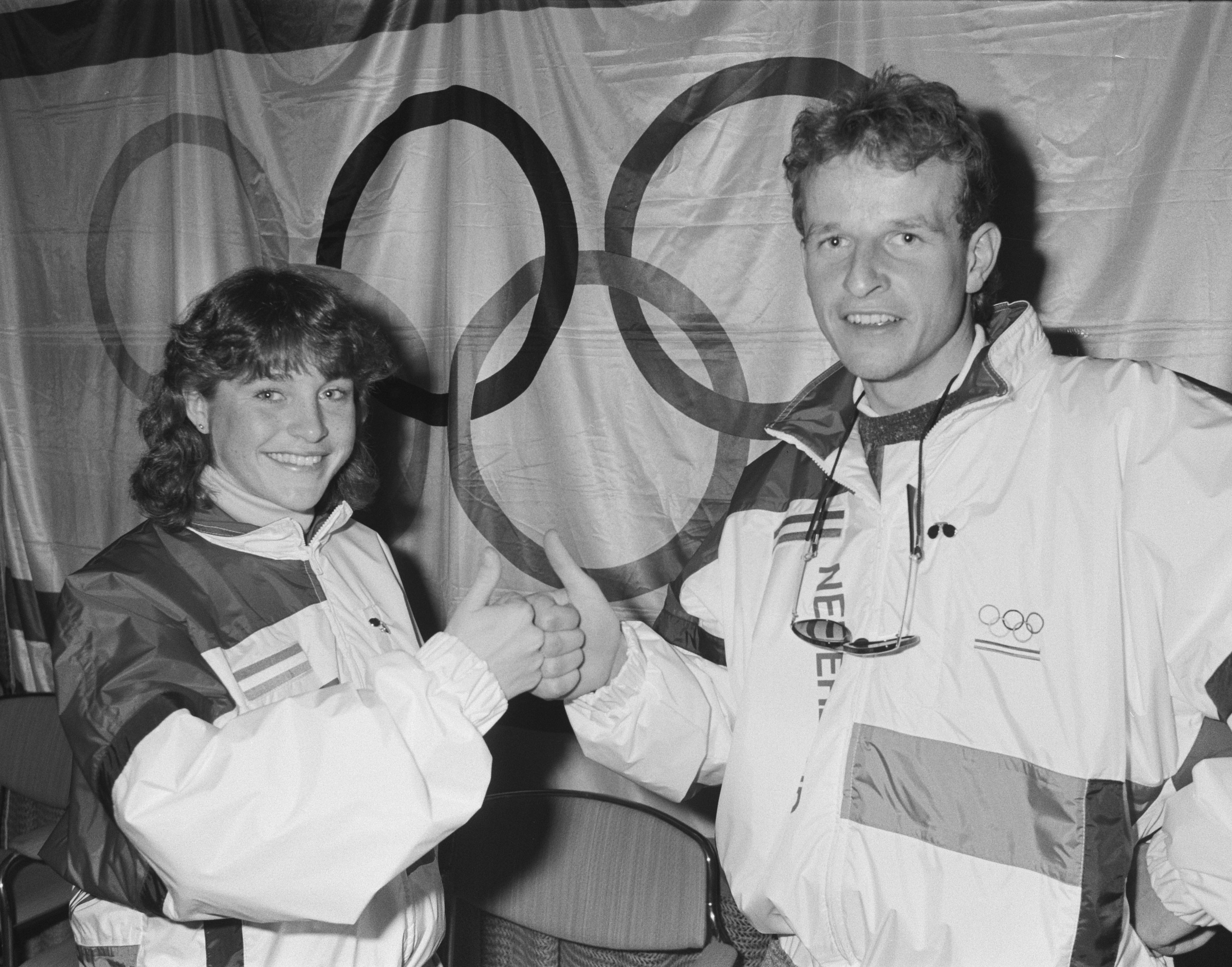
Les Néerlandais Yvonne van Gennip et Leo Visser remportent cinq médailles à eux deux.

Les épreuves de patinage de vitesse se déroulent pour la première fois dans une patinoire couverte, l'Anneau olympique, construite sur le campus de l'Université de Calgary. Une cinquième épreuve féminine, le 5 000 mètres, est ajoutée au programme olympique ; le nombre d'épreuves atteint donc dix. La patinoire de Calgary devient la plus rapide au monde : sept records du monde sont battus pendant les Jeux. Cela est dû à l'abri des mauvaises conditions climatiques ainsi qu'à l'altitude de 1 035 mètres et à l'air sec de la ville,.
La Néerlandaise Yvonne van Gennip, opérée à un pied en décembre 1987, crée la surprise en battant les Est-Allemandes pourtant favorites : elle remporte trois médailles d'or sur 1 500, 3 000 et 5 000 mètres et devient l'athlète la plus médaillée de ces Jeux avec le sauteur à ski Matti Nykänen. Alors que les Est-Allemandes ont pris les quatre titres olympiques en 1984, elles obtiennent dix médailles sur quinze en 1988 mais seulement une d'or. Christa Luding-Rothenburger, qui remporte l'or sur 1 000 mètres et l'argent sur 500 mètres, deviendra la seule athlète à s'adjuger une médaille aux Jeux d'hiver et d'été la même année en prenant l'argent en cyclisme aux Jeux d'été de Séoul. Gênée par une angine, Karin Enke-Kania prend les médailles d'argent sur 1 000 mètres et 1 500 mètres et le bronze sur 500 mètres. Elle devient ainsi la première femme à remporter huit médailles en trois éditions des Jeux d'hiver. Enfin, l'Américaine Bonnie Blair est championne olympique sur 500 mètres et médaillée de bronze sur 1 000 mètres.
Chez les hommes, le Suédois Tomas Gustafson domine les longues distances : il ajoute les médailles d'or sur 5 000 mètres et 10 000 mètres à ses deux récompenses obtenues en 1984. Sur 500 et 1 500 mètres, Uwe-Jens Mey et André Hoffmann remportent les premières médailles d'or de l'Allemagne de l'Est en patinage de vitesse. Mey est également deuxième dans l'épreuve du 1 000 mètres remportée par le Soviétique Nikolay Gulyayev. L'Américain Eric Flaim, deuxième sur 1 500 mètres, est trois fois quatrième sur 1 000, 5 000 et 10 000 mètres.

##### Saut à ski

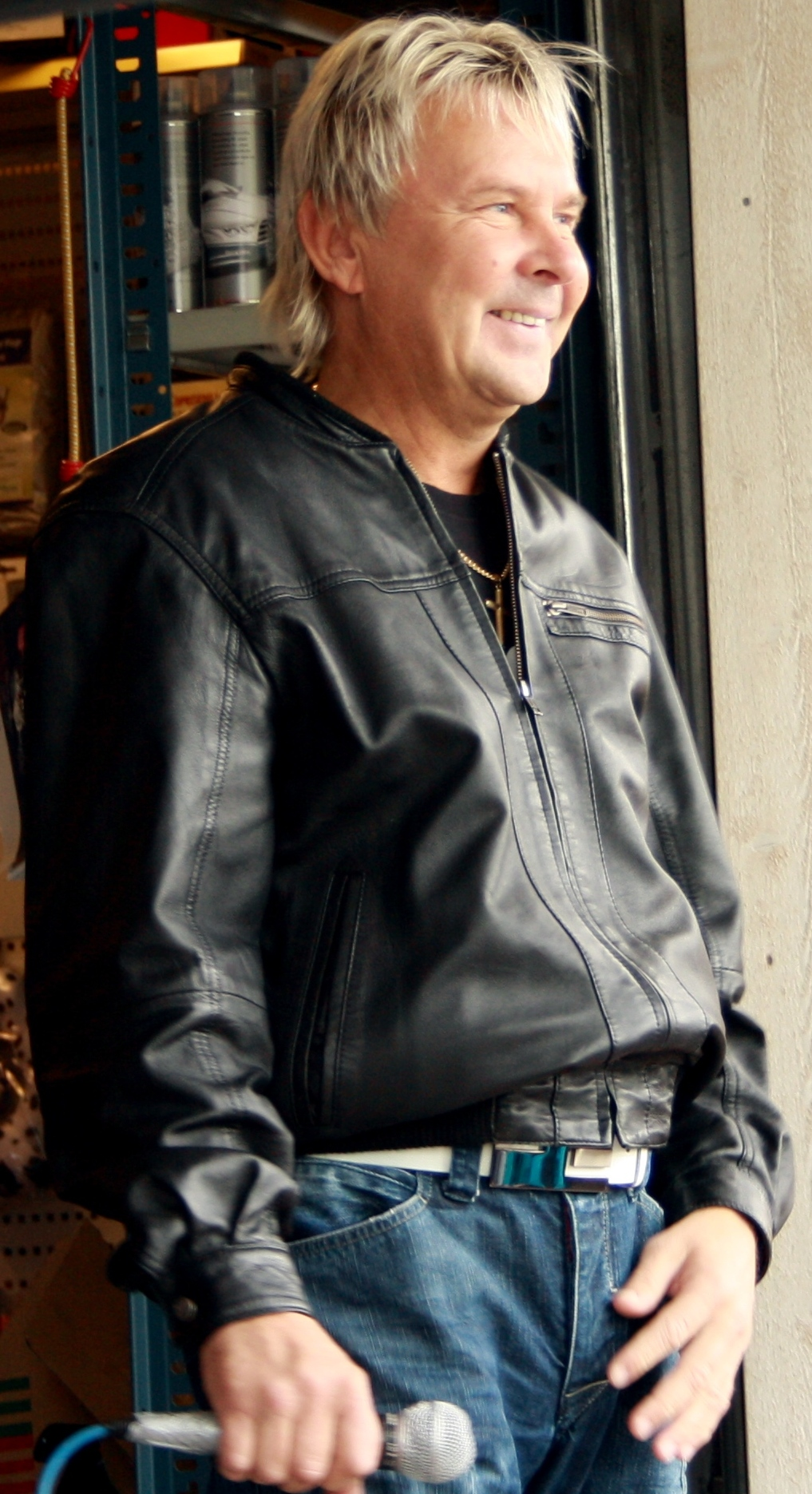
Matti Nykänen, ici en 2010, remporte trois médailles d'or à Calgary.

Les compétitions de saut à ski ont lieu dans le Parc olympique du Canada et soixante-cinq athlètes de 19 pays y participent. Pour la première fois, une épreuve par équipe est disputée : les quatre membres d'une équipe font un saut chacun à deux reprises et les trois meilleurs sont comptés à chaque tour. Onze équipes y prennent part. Les deux meilleurs sauteurs à ski des années 1980 sont le Finlandais Matti Nykänen et l'Est-Allemand Jens Weissflog, qui ont pris une médaille d'or et une médaille d'argent chacun en 1984. À Calgary, le « Finlandais volant » domine la compétition : il est champion olympique sur petit et grand tremplins en individuel ainsi que par équipe avec la Finlande.
Sur le tremplin de 70 mètres, Nykänen réalise deux fois le plus long saut à 89,5 mètres. Il remporte l'or avec 229,1 points et une avance exceptionnelle de 17 points sur le deuxième. Derrière, les résultats sont très serrés puisque les Tchécoslovaques Pavel Ploc et Jiří Malec, médaillés d'argent et de bronze, et le Yougoslave Miran Tepeš se tiennent en moins d'un point. Le champion olympique en titre Jens Weissflog n'est que neuvième.
L'épreuve sur le tremplin de 90 mètres est reportée quatre fois à cause du vent et a finalement lieu trois jours après la date prévue initialement,. Nykänen commence par un bond de 118,5 mètres, le plus long saut de l'histoire olympique. Après un deuxième saut de 107 mètres, il devient champion olympique avec une avance de 16,1 points sur le Norvégien Erik Johnsen et 16,3 points sur le Yougoslave Matjaž Debelak. Nykänen est le premier sauteur à remporter l'or sur les deux tremplins aux Jeux olympiques.
Les Finlandais sont vainqueurs de toutes les compétitions par équipe depuis 1984. En 1988, ils deviennent champions olympiques avec 8,9 points d'avance sur la Yougoslavie. Nykänen, en grande partie responsable de ce succès, remporte ainsi sa troisième médaille d'or. Cela fait de lui l'athlète le plus médaillé des Jeux avec la patineuse de vitesse néerlandaise Yvonne van Gennip. Plongé dans des problèmes d'argent et d'alcoolisme, Nykänen vendra par la suite ses trois médailles avant de passer du temps en prison pour cause de violence conjugales,. Derrière, les Yougoslaves prennent l'argent grâce à une bonne performance d'ensemble et les Norvégiens sont médaillés de bronze essentiellement grâce aux bons résultats d'Erik Johnsen.
L'excentrique Eddie Edwards, premier sauteur à ski olympique britannique, n'a commencé le saut à ski que deux ans avant les Jeux de Calgary. Il termine deux fois dernier, loin derrière l'avant-dernier classé. Surnommé Eddie the Eagle (Eddie l'aigle), il devient très populaire pendant ces Jeux,,. Son histoire sera portée à l'écran en 2016 dans Eddie the Eagle.

##### Ski alpin

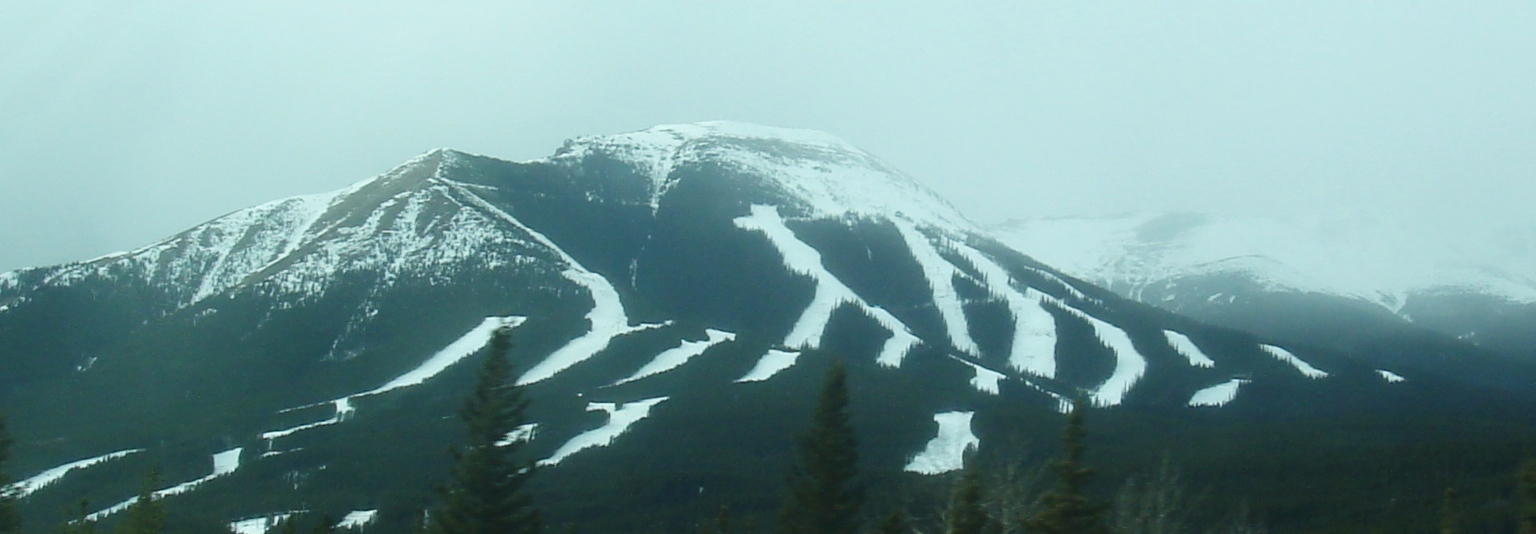
Les épreuves de ski alpin ont lieu dans la station de Nakiska.

Les épreuves de ski alpin ont lieu dans la station de Nakiska, sur le Mont Allan, à 83 kilomètres à l'Ouest de Calgary. Cinq épreuves sont disputées chez les hommes et chez les femmes. Le combiné, composé d'une descente et de deux manches de slalom et présent en 1936 et en 1948, fait son retour aux Jeux olympiques tandis que le Super G apparaît pour la première fois. La descente, le slalom et le slalom géant sont disputés comme lors des éditions précédentes. Pour la première fois, les épreuves olympiques de ski alpin se déroulent sur de la neige artificielle. La Suisse est la nation la plus médaillée avec 11 médailles sur 30.
Les épreuves de ski alpin commencent par la descente masculine, prévue le 14 février et reportée d'un jour à cause de vents soufflant à 160 km/h. Les deux favoris sont les Suisses Pirmin Zurbriggen et Peter Müller, vainqueurs lors des deux derniers Championnats du monde. Zurbriggen devient champion olympique alors que Müller prend sa deuxième médaille d'argent consécutive dans cette épreuve avec 51 centièmes de retard. Le Français Franck Piccard gagne le bronze avec 1,61 s de retard sur Zurbriggen. Le combiné se déroule ensuite les 16 et 17 février et seuls 26 des 56 skieurs au départ le terminent. Pirmin Zurbriggen, à nouveau favori, est le plus rapide en descente et mène de plus de deux secondes après une manche de slalom. Aux deux tiers de la seconde manche, il accroche une porte et tombe, ce qui permet à l'Autrichien Hubert Strolz de s'adjuger la médaille d'or. Son compatriote Bernhard Gstrein a la médaille d'argent tandis que le Suisse Paul Accola, seulement 24e en descente mais premier en slalom, obtient le bronze,. Le super G a lieu le 21 février et Zurbriggen est encore une fois favori. Dans une course difficile, Franck Piccard, qui n'a jamais gagné en Coupe du monde, devient le premier Français champion olympique en ski alpin depuis 20 ans. L'Autrichien Helmut Mayer et le Suédois Lars-Börje Eriksson complètent le podium,. L'Italien Alberto Tomba, qui domine les disciplines techniques en Coupe du monde pendant les mois précédant les Jeux, est champion olympique slalom géant le 25 et de slalom le 27 février. Dans le slalom géant, il a déjà 1,14 s d'avance sur Hubert Strolz après une descente. Entre les deux manches, un médecin autrichien entre en collision avec un technicien et tombe sous un canon à neige. Il est tué instantanément sous les yeux des skieurs suisses Pirmin Zurbriggen et Martin Hangl. Également entre les deux courses, les skieurs de cinq pays dont les Canadiens sont disqualifiés car leurs combinaisons de ski n'ont pas été contrôlées par la sécurité. En deuxième manche, Strolz reprend un dixième de seconde à Tomba ce qui ne suffit pas à le battre. Il obtient l'argent et Zurbriggen le bronze,. Après la première manche du slalom, l'Allemand de l'Ouest Frank Wörndl est premier devant le Suédois Jonas Nilsson et Tomba, qui a 63 centièmes de retard. Le Suédois Ingemar Stenmark remporte la deuxième manche devant Tomba. Au total, Tomba est premier avec six centièmes d'avance sur Wörndl,,.
Les épreuves féminines commencent par la descente, reportée d'un jour à cause des mauvaises conditions météorologiques et tenue le 19 février. Les favorites sont les Suissesses Maria Walliser et Michela Figini, mais la course est perturbée à cause de rafales de vent. L'Ouest-Allemande Marina Kiehl est proche de la chute à deux reprises mais surprend en s’adjugeant la médaille d'or. La Suissesse Brigitte Örtli obtient la médaille d'argent avec 75 centièmes de retard et la Canadienne Karen Percy, qui termine à seulement un centième d'Örtli, obtient la médaille de bronze. Walliser est quatrième et Figini neuvième,. Le combiné a lieu les 20 et 21 février. La Française Carole Merle remporte la descente devant Maria Walliser et l'Autrichienne Anita Wachter. Brigitte Örtli, favorite du combiné, est onzième. Örtli est la plus rapide dans les deux manches de slalom. Elle remonte ainsi à la deuxième place et gagne sa deuxième médaille d'argent pendant ces Jeux. Wachter, deuxième en slalom, est championne olympique et Walliser, onzième en slalom, remporte la médaille de bronze. Le super G a lieu le 22 février et les favorites sont Maria Walliser, Michela Figini et Marina Kiehl. Pourtant, c'est l'Autrichienne Sigrid Wolf qui s'adjuge la médaille d'or avec une seconde d'avance sur la deuxième Michela Figini. Karen Percy gagne sa deuxième médaille de bronze alors que Walliser est sixième et Kiehl douzième. Comme Alberto Tomba, la Suissesse Vreni Schneider obtient l'or en slalom géant et en slalom. Le 24 février, grande favorite, elle n'est que cinquième de la première manche du slalom géant. L'Espagnole Blanca Fernández Ochoa est en tête. En seconde manche, Fernández Ochoa chute et Schneider est la plus rapide, ce qui lui permet de s'adjuger l'or. L'Ouest-Allemande Christa Kinshofer est médaillée d'argent alors que Maria Walliser obtient sa deuxième médaille de bronze. Le slalom a lieu le 26 février. Schneider remporte cette fois les deux manches, et est première avec presque deux secondes d'avance sur la Yougoslave Mateja Svet et Christa Kinshofer qui obtient ainsi sa deuxième médaille.

##### Ski de fond

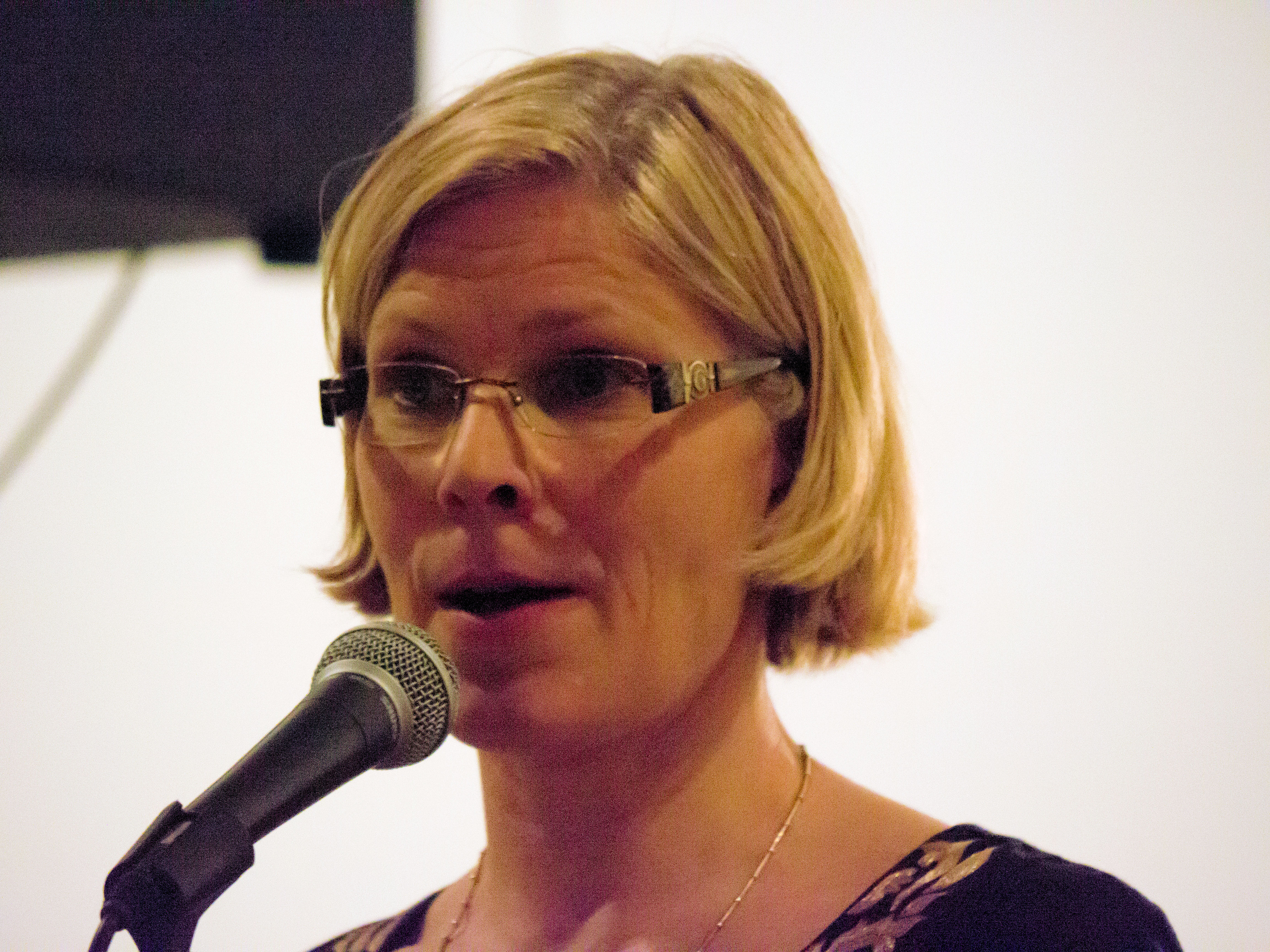
La Finlandaise Marjo Matikainen remporte trois médailles en ski de fond.

Les courses de ski de fond se déroulent au Centre nordique de Canmore. Comme en 1984, quatre épreuves masculines et quatre épreuves féminines sont disputées. La technique du skating, ou libre, a été inventée dans les années 1970 et s'est avérée plus rapide que la technique classique. La Fédération internationale de ski souhaite cependant garder des courses en style classique. Ainsi, en 1988 et pour la première fois aux Jeux olympiques, les courses ont un style attribué : les deux courses les plus courtes de chaque sexe se skient en style classique et la course la plus longue en style libre. En relais, les 500 premiers mètres sont en style classique et la suite en style libre. L'Union soviétique devient la meilleure nation dans cette discipline en remportant 13 médailles sur 24.
Chez les hommes, les skieurs soviétiques remportent les deux courses en style classique tandis que les Suédois, pourtant favoris, ont des problèmes de fartages et sont en échec. Mikhail Devyatyarov s'impose sur 15 kilomètres et Alexei Prokourorov, presque inconnu avant les Jeux, sur 30 kilomètres. Leur compatriote Vladimir Smirnov est troisième sur 15 kilomètres et deuxième sur 30 kilomètres tandis que deux Norvégiens, respectivement Pål Gunnar Mikkelsplass et Vegard Ulvang, complètent les podiums,,. En revanche, les Suédois prennent l'or dans les deux courses en style libre. Gunde Svan, qui mène en Coupe du monde, domine la course de 50 kilomètres. Sur une neige à moitié fondante, il devance l'Italien Maurilio de Zolt, champion du monde en 1987, et le Suisse Andi Grünenfelder,. Les Suédois, en tête dès la fin du deuxième relais, devancent les Soviétiques et les Tchécoslovaques dans le 4 × 10 kilomètres. Cela permet à Vladimir Smirnov de gagner sa troisième médaille lors de ces Jeux,. Le Mexicain Alvaro Martinez prend tellement de retard dans le 50 kilomètres que les organisateurs, craignant qu'il ne se soit perdu, envoient des gens à sa recherche. Il arrive finalement 1 h 18 après le vainqueur et 52 min après l'avant-dernier classé.
La domination soviétique est plus nette chez les femmes : les skieuses de ce pays remportent sept médailles sur neuf en individuel. Elles prennent les trois places du podium sur 20 kilomètres ; c'est la première fois depuis 1964 qu'un pays s'adjuge toutes les médailles dans une épreuve de ski de fond. Tamara Tikhonova, première, est plus rapide de six minutes que la championne olympique des Jeux de 1984. Elle remporte également l'argent sur 5 kilomètres,. Vida Vencienė, inconnue avant les Jeux, est championne olympique sur 10 kilomètres et troisième sur 5 kilomètres. Raisa Smetanina obtient quant à elle l'argent sur 10 kilomètres et le bronze sur 20 kilomètres. À 35 ans, elle remporte ainsi ses 8e et 9e médailles aux Jeux olympiques et devient la première femme à gagner neuf médailles aux Jeux olympiques d'hiver. Avec une médaille supplémentaire obtenue en 1992, elle deviendra la première athlète, hommes et femmes confondus, à en avoir dix,. La Finlandaise Marjo Matikainen est la seule non-Soviétique à remporter des médailles en individuel : elle est championne olympique sur 5 kilomètres avec seulement 1,3 seconde d'avance sur la deuxième et médaillée de bronze sur 10 kilomètres,. En relais, les Soviétiques remportent facilement l'or avec une avance d'1 min 41 s 9 sur les Norvégiennes, qui ont dépassé les Finlandaises, troisièmes, après la chute de Jaana Savolainen à la fin du parcours,. Marjo Matikainen et Tamara Tikhonova remportent leur troisième médaille à ces Jeux lors du relais.

#### Démonstrations

##### Curling
Le curling n'est plus apparu en tant qu'épreuve olympique officielle depuis 1924 et en tant que démonstration depuis 1932. Comme il s'agit d'un sport populaire au Canada, il réapparaît en 1988 en tant que sport de démonstration. Le curling sera à nouveau épreuve officielle dès 1998.
Chez les hommes comme chez les femmes, huit équipes participent au tournoi disputé au Centre Max Bell. Il commence par une phase de groupes suivie de demi-finales et d'une finale. Les Canadiens sont favoris dans les deux compétitions. Chez les hommes, les Norvégiens reçoivent la médaille d'or en battant la Suisse par un score de 10-2 en finale, alors que l'équipe canadienne est troisième. Dans le tournoi féminin, les Canadiennes s'imposent par 7 à 5 devant la Suède en finale et les Norvégiennes prennent la troisième place,,.

##### Patinage de vitesse sur piste courte
Le patinage de vitesse sur piste courte est une variante du patinage de vitesse sur piste longue qui se dispute sur un anneau de 111 mètres. La piste est également plus étroite. Cette discipline, dans laquelle plusieurs patineurs s'affrontent en même temps, est populaire en Amérique du Nord. Les premiers championnats du monde ont lieu en 1976 et cette discipline apparaît pour la première fois aux Jeux olympiques en 1988 en tant qu'épreuve de démonstration. Elle fera partie du programme olympique officiel dès 1992.
Les courses se disputent dans le Centre Max Bell et 64 athlètes de 12 pays y prennent part. Des épreuves individuelles de 500, 1 000, 1 500 et 3 000 mètres sont disputées chez les hommes et chez les femmes avec un maximum de six patineurs par manche. Un relais masculin de 5 000 mètres et un relais féminin de 3 000 mètres sont également au programme. Les meilleurs athlètes sont le Britannique Wilf O’Reilly qui s'impose sur 500 et 1 000 mètres et la Canadienne Sylvie Daigle, première sur 1 500 mètres et deuxième sur 1 000 et 1 000 mètres. En relais, les Néerlandais et les Italiennes prennent la médaille d'or en battant tous deux le record du monde,,.

##### Ski acrobatique
Le ski acrobatique est devenu populaire dans les années 1960 en Amérique du Nord. Il existe des épreuves de Coupe du monde depuis 1980 et des Championnats du monde depuis 1986 et cette discipline fait son apparition aux Jeux olympiques en 1988 en tant qu'épreuve de démonstration. Le ski acrobatique est une discipline officielle aux Jeux olympiques dès 1992.
À Calgary, trois épreuves sont disputées chez les hommes comme chez les femmes : les sauts et le ballet au Parc olympique du Canada et les bosses à Nakiska,. Les trois épreuves sont notées par des juges et le temps n'est pris en compte que pour les bosses. L'épreuve masculine de sauts, retardée à cause de vents violents, est remportée par le Canadien Rozon tandis que l'Américaine Palenik s'impose dans l'épreuve féminine. L'Ouest-Allemand Hermann Reitberger et la Française Christine Rossi prennent les médailles d'or en ballet, alors que le Suédois Hakan Hansson et l'Allemande de l'Ouest Tatjana Mittermayer sont les meilleurs dans les bosses.

##### Ski pour handicapés
Les premières démonstrations de ski pour handicapés aux Jeux olympiques ont lieu à Sarajevo en 1984. En 1988, des démonstrations de ski de fond pour aveugles et de ski alpin pour handicapés amputés au-dessus du genou sont organisées. C'est la dernière fois que des épreuves pour handicapés sont disputées aux Jeux olympiques puisque, dès 1988 pour les Jeux d'été et 1992 pour les Jeux d'hiver, les Jeux paralympiques se déroulent dans la même ville que les Jeux olympiques ; une épreuve pour handicapés aurait été redondante.
La première compétition est celle du ski de fond, disputée au Centre nordique de Canmore. Accompagnées d'un guide, dix hommes et cinq femmes complètement aveugles parcourent cinq kilomètres. Chez les hommes, le Norvégien Anton Aalien s'adjuge la médaille d'or devant le Suédois Aake Petersson et son compatriote Asmund Tveit. Chez les femmes, les Autrichiennes Veronica Preining et Margreth Heger sont première et troisième alors que la Finlandaise Kristi Pennanen est deuxième. Le président du CIO Juan Antonio Samaranch leur remet des médailles frappées en braille.
La seconde compétition est celle du slalom géant, en ski alpin. Réservée aux athlètes amputés d'une jambe, au-dessus du genou, elle se déroule en deux manches concourues à un jour d'intervalle dans le Parc olympique du Canada. L'Ouest-Allemand Alexander Spitz remporte la compétition masculine devant l'Américain Greg Mannino et le Suisse Fritz Berger. Chez les femmes, les Américaines prennent les trois places du podium : Diana Golden devance Catherine Gentile et Martha Hill. La reine Silvia de Suède remet les médailles aux hommes tandis que Juan Antonio Samaranch les remet aux femmes.

### Cérémonies de remise des médailles

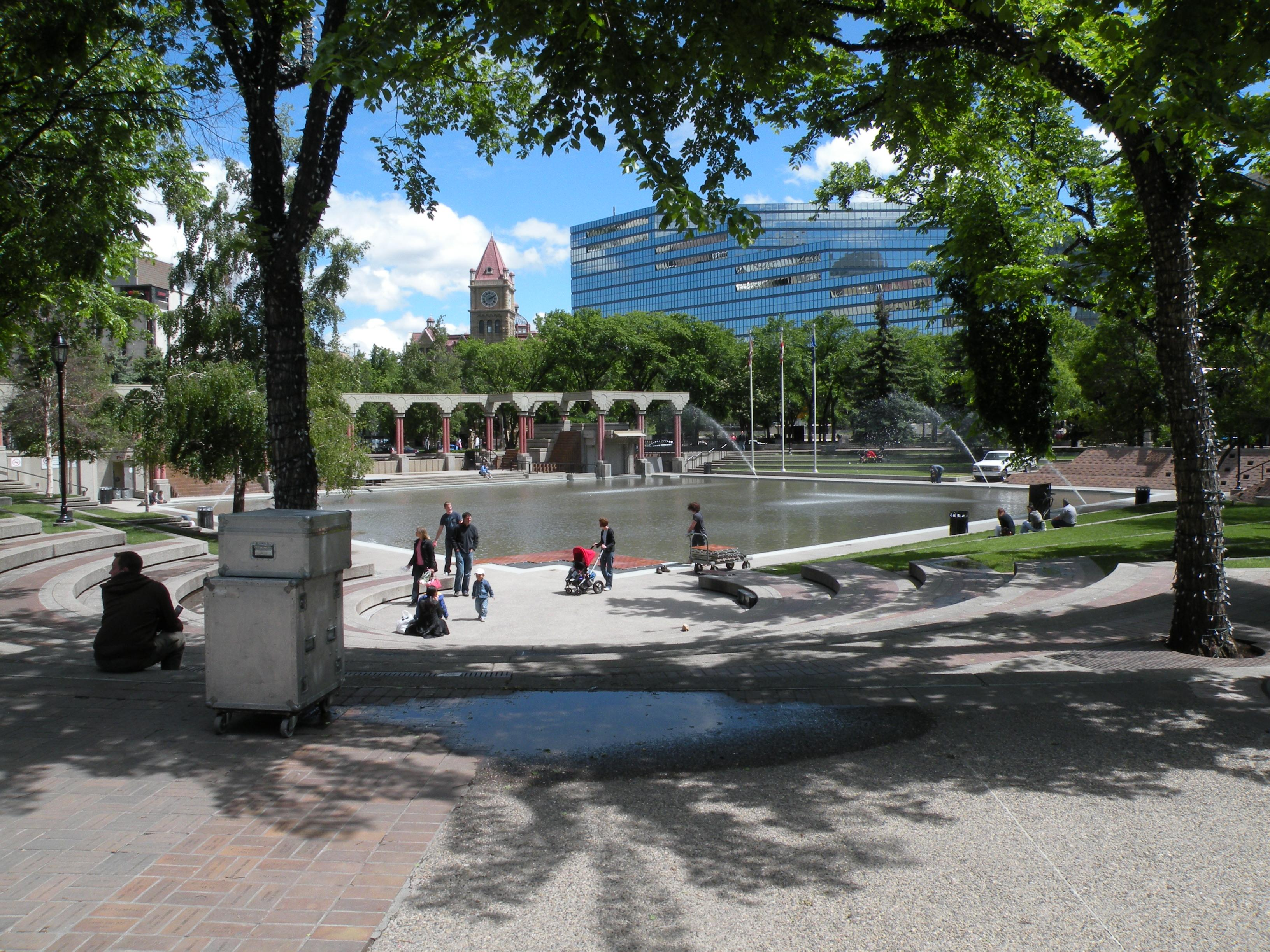
La Place olympique en 2008.

Quarante cérémonies de remise des médailles ont lieu à la Place olympique, aménagée au centre-ville pour un coût de 5,6 millions de dollars. Prévue à l'origine pour 10 000 personnes, elle accueille en moyenne 35 000 spectateurs chaque soir pour un total de 600 000 Calgariens et touristes. La place est composée de 20 000 briques portant un message choisi par un Calgarien pour un coût de 19,88 dollars. Les cérémonies, d'une durée d'environ une heure, commencent par un court spectacle suivi de la remise des médailles par un membre du CIO ou d'une fédération sportive internationale. Elles sont conclues par un spectacle de lasers et un feu d'artifice. En outre, vingt-huit cérémonies sont célébrées à d'autres emplacements.
Les trois meilleurs athlètes de chaque épreuve reçoivent une médaille en vermeil de 252,4 grammes, une médaille en argent de 226 grammes ou une médaille en bronze de 106,3 grammes, toutes trois d'un diamètre de 6,9 centimètres. Elles sont dessinées par l'Allemand émigré au Canada Friedrich Peter et monnayées par Jostens Inc, une entreprise de Toronto. Leur prototype est dévoilé en juillet 1987 lors de l'inauguration de la Place olympique. Elles présentent sur le devant l'emblème des Jeux accompagné des mots « XVes Jeux Olympiques d’hiver », « XV Olympic Winter Games » et « Calgary 1988 ». Sur l'autre côté figurent de profil un Indien portant une coiffe composée de matériel de sport et un athlète portant une couronne d'olivier.
Au total, 267 médailles sont créées pour les sports officiels et 102 pour les sports et épreuves de démonstration. Il y a aussi 60 médailles et médaillons pour les démonstrations faites par des handicapés. En outre, 1 098 diplômes sont remis aux huit meilleurs concurrents de chaque épreuve. Ils sont rédigés en anglais et en français et portent les signatures des présidents du conseil d'administration et du comité d'organisation des Jeux ainsi que du président du CIO Juan Antonio Samaranch.

### Festival olympique des arts
Le Festival olympique des arts se déroule du 23 janvier au 28 février 1988. Selon le comité d'organisation, il s'agit du programme culturel le plus long et le plus exhaustif jamais organisé avec les Jeux olympiques d'hiver. Environ 2 200 artistes présentent 600 spectacles et expositions dans les domaines des arts visuels, de la littérature et du cinéma auxquels assistent plus de 200 000 personnes,. Un concours international de sculpture sur neige a eu lieu. Le festival, d'un coût de 12,6 millions de dollars permet aussi de faire découvrir les peuples indigènes de l'Alberta.

### Cérémonie de clôture
La cérémonie de clôture se déroule comme la cérémonie d'ouverture au stade McMahon. Plus simple que celle-ci, elle commence le 28 février à 19 h 30 et dure une heure et demie. Soixante mille personnes, dont les dix mille bénévoles qui ont tous reçu une entrée gratuite, assistent à la première cérémonie de clôture des Jeux d'hiver à se dérouler en plein air. La parade des athlètes se déroule dans un style moins formel que lors de la cérémonie d'ouverture puisque les sportifs de toutes les nations défilent ensemble. Elle est suivie d'un spectacle de patinage artistique. Le drapeau olympique est abaissé et le maire de Calgary Ralph Klein le passe au président du CIO qui le transmet à Henri Dujol, maire de la ville française d'Albertville qui organise les Jeux d'hiver de 1992. Après un discours du président du comité d'organisation des Jeux, le président du CIO proclame la clôture des Jeux de Calgary et la flamme olympique est éteinte.

### Tableau des médailles
Dix-sept des cinquante-sept nations participant à ces Jeux remportent au moins une médaille, comme détaillé dans le tableau ci-dessous. Onze pays gagnent au moins une médaille d'or et quinze nations ont plus d'une médaille. L'Union soviétique arrive en tête de ce tableau avec vingt-neuf médailles : onze d'or, neuf d'argent et neuf de bronze. Ce pays, deuxième derrière l'Allemagne de l'Est en 1984, obtient au moins une médaille dans chaque discipline à l'exception de la luge et du ski alpin. Les athlètes soviétiques sont particulièrement performants en ski de fond, où ils s'adjugent treize des vingt-quatre médailles mises en jeu, ainsi qu'en biathlon et en patinage artistique. L'Allemagne de l'Est est deuxième avec vingt-cinq médailles, ce qui en représente une de plus que lors de sa première place quatre ans plus tôt. Ce pays domine les épreuves de luge (six médailles sur neuf) et est également premier en patinage de vitesse et en biathlon. Septième en 1984, la Suisse prend la troisième place avec quinze médailles dont onze gagnées en ski alpin, discipline dans laquelle est la meilleure nation. Deux pays nordiques ont la même position qu'en 1984 : la Finlande obtient une quatrième place due en grande partie aux trois médailles d'or de Matti Nykänen en saut à ski et la Suède est cinquième grâce à des premières places obtenue en ski de fond et en patinage de vitesse. Troisièmes lors des deux dernières éditions des Jeux d'hiver, les États-Unis sont cette fois neuvièmes alors que la Norvège ne récolte aucune médaille d'or pour la première fois en quinze participations,. Le pays hôte n'obtient aucune médaille d'or, comme c'était le cas lors des Jeux d'été de 1976 à Montréal, et termine au treizième rang. Le Canada en obtiendra en revanche quatorze lors de ses troisièmes Jeux olympiques organisés, les Jeux d'hiver de 2010.
| Rang  | Nation               | Médaille d'or, Jeux olympiques | Médaille d'argent, Jeux olympiques | Médaille de bronze, Jeux olympiques | Total |
| ----- | -------------------- | ------------------------------ | ---------------------------------- | ----------------------------------- | ----- |
| 1     | Union soviétique     | 11                             | 9                                  | 9                                   | 29    |
| 2     | Allemagne de l'Est   | 9                              | 10                                 | 6                                   | 25    |
| 3     | Suisse               | 5                              | 5                                  | 5                                   | 15    |
| 4     | Finlande             | 4                              | 1                                  | 2                                   | 7     |
| 5     | Suède                | 4                              | 0                                  | 2                                   | 6     |
| 6     | Autriche             | 3                              | 5                                  | 2                                   | 10    |
| 7     | Pays-Bas             | 3                              | 2                                  | 2                                   | 7     |
| 8     | Allemagne de l'Ouest | 2                              | 4                                  | 2                                   | 8     |
| 9     | États-Unis           | 2                              | 1                                  | 3                                   | 6     |
| 10    | Italie               | 2                              | 1                                  | 2                                   | 5     |
| 11    | France               | 1                              | 0                                  | 1                                   | 2     |
| 12    | Norvège              | 0                              | 3                                  | 2                                   | 5     |
| 13    | Canada (pays hôte)   | 0                              | 2                                  | 3                                   | 5     |
| 14    | Yougoslavie          | 0                              | 2                                  | 1                                   | 3     |
| 15    | Tchécoslovaquie      | 0                              | 1                                  | 2                                   | 3     |
| 16    | Japon                | 0                              | 0                                  | 1                                   | 1     |
| 16    | Liechtenstein        | 0                              | 0                                  | 1                                   | 1     |
| Total | Total                | 46                             | 46                                 | 46                                  | 138   |

### Sportifs les plus médaillés
Les deux sportifs les plus médaillés de ces Jeux sont le sauteur à ski finlandais Matti Nykänen et la patineuse de vitesse néerlandaise Yvonne van Gennip, qui remportent chacun trois fois l'or. Parmi les seize athlètes les plus médaillés, l'Union soviétique est la nation la mieux représentée avec cinq sportifs. L'Allemagne de l'Est a trois représentants dans ce tableau tandis que la Suède et la Suisse en ont deux. Le tableau compte onze hommes et cinq femmes. Enfin, le ski de fond, le patinage de vitesse et le ski alpin sont les disciplines les plus présentes avec respectivement cinq, quatre et trois athlètes,.
| Rang | Athlète                           | Sport               | Médaille d'or, Jeux olympiques | Médaille d'argent, Jeux olympiques | Médaille de bronze, Jeux olympiques | Total |
| ---- | --------------------------------- | ------------------- | ------------------------------ | ---------------------------------- | ----------------------------------- | ----- |
| 1    | Matti Nykänen (FIN)               | Saut à ski          | 3                              | 0                                  | 0                                   | 3     |
| 1    | Yvonne van Gennip (NED)           | Patinage de vitesse | 3                              | 0                                  | 0                                   | 3     |
| 3    | Tamara Tikhonova (URS)            | Ski de fond         | 2                              | 1                                  | 0                                   | 3     |
| 4    | Tomas Gustafson (SWE)             | Patinage de vitesse | 2                              | 0                                  | 0                                   | 2     |
| 4    | Frank-Peter Roetsch (GDR)         | Biathlon            | 2                              | 0                                  | 0                                   | 2     |
| 4    | Vreni Schneider (SUI)             | Ski alpin           | 2                              | 0                                  | 0                                   | 2     |
| 4    | Gunde Svan (SWE)                  | Ski de fond         | 2                              | 0                                  | 0                                   | 2     |
| 4    | Alberto Tomba (ITA)               | Ski alpin           | 2                              | 0                                  | 0                                   | 2     |
| 9    | Valeri Medvedtsev (URS)           | Biathlon            | 1                              | 2                                  | 0                                   | 3     |
| 10   | Mikhail Devyatyarov (URS)         | Ski de fond         | 1                              | 1                                  | 0                                   | 2     |
| 10   | Hippolyt Kempf (SUI)              | Combiné nordique    | 1                              | 1                                  | 0                                   | 2     |
| 10   | Christa Luding-Rothenburger (GDR) | Patinage de vitesse | 1                              | 1                                  | 0                                   | 2     |
| 10   | Uwe-Jens Mey (GDR)                | Patinage de vitesse | 1                              | 1                                  | 0                                   | 2     |
| 10   | Alexei Prokourorov (URS)          | Ski de fond         | 1                              | 1                                  | 0                                   | 2     |
| 10   | Anfisa Reztsova (URS)             | Ski de fond         | 1                              | 1                                  | 0                                   | 2     |
| 10   | Hubert Strolz (AUT)               | Ski alpin           | 1                              | 1                                  | 0                                   | 2     |

## Sites
| \| Calgary Canmore Nakiska \| Localisation de Calgary, Canmore et · Nakiska dans la province de l'Alberta. |
| Calgary Canmore Nakiska                                                                                    |

### Sites sportifs
Tous les sites sportifs se trouvent à Calgary à l'exception du Centre nordique de Canmore et de Nakiska, situés dans le Pays de Kananaskis au pied des Rocheuses canadiennes. La majorité des emplacements des épreuves, conçus pour laisser un héritage aux Calgariens, ont été modifiés depuis la présentation du projet au CIO en 1981,.
Le Stade McMahon, situé au nord-ouest de Calgary et construit en 1960, accueille les cérémonies d'ouverture et de clôture. C'est la première fois depuis 28 ans que ces deux cérémonies sont célébrées dans un même stade. Le nombre de places est augmenté de 33 000 à 60 000 pour les Jeux.
Le Saddledome olympique est le site principal des compétitions de hockey sur glace et de patinage artistique. Il est commencé dès 1981, avant le vote du CIO, et inauguré en 1983 dans le parc Stampede au centre de Calgary. 2 792 sièges sont ajoutés avant les Jeux, ce qui porte la capacité du stade à 19 289 places. Le Stampede Corral, proche du Saddledome olympique, est le deuxième site utilisé pour ces épreuves. Construit en 1950, il a une capacité de 6 479 places et ne nécessite pas de rénovations majeures avant les Jeux. De plus, un centre sportif renommé « Aréna olympique Père David Bauer » en l'honneur de l'entraîneur de hockey David William Bauer accueille également certaines épreuves.

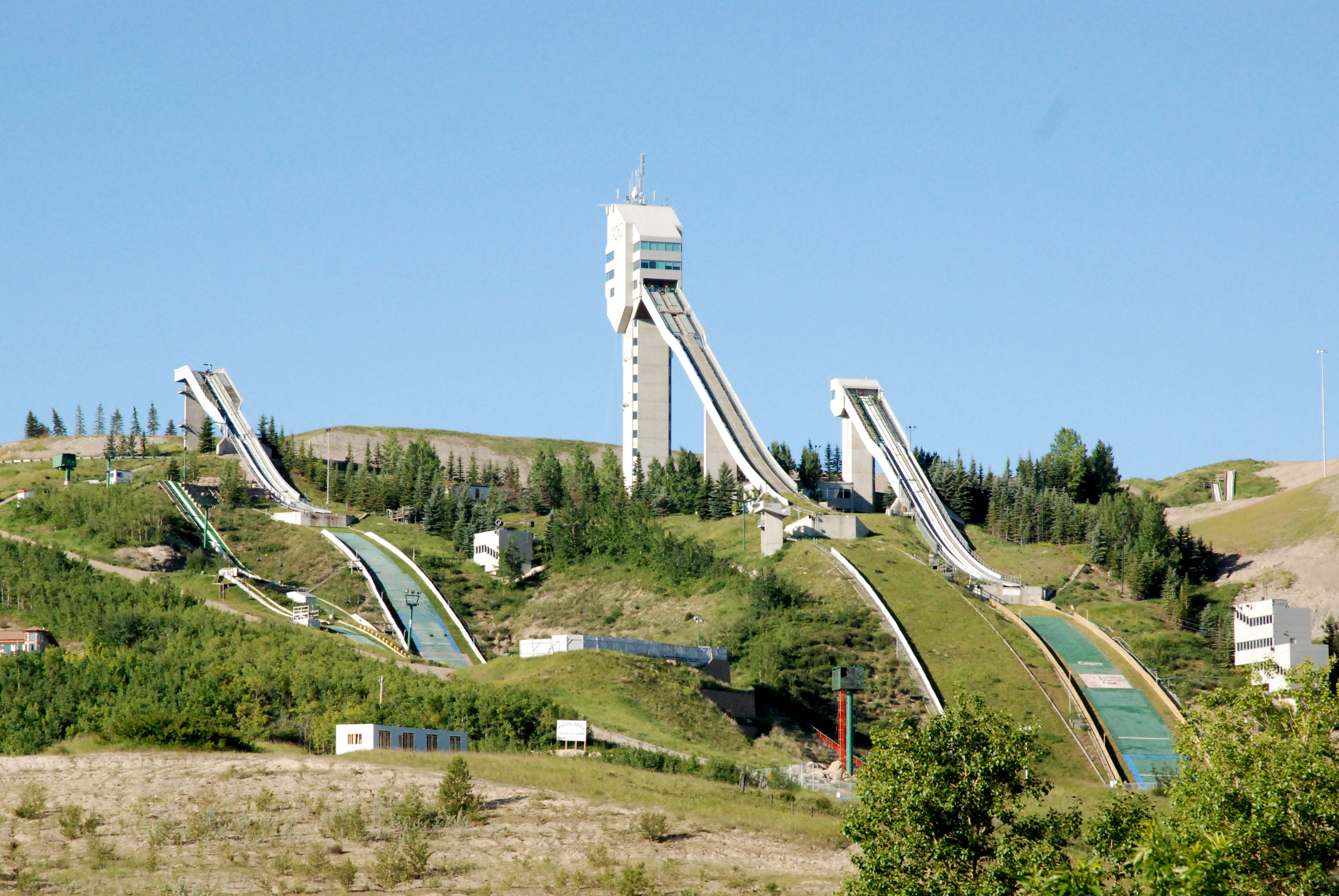
Le Parc olympique du Canada en 2008.

Le Parc olympique du Canada accueille les épreuves de bobsleigh, de luge et de saut à ski ainsi que les sauts et ballets du ski acrobatique et les démonstrations de ski pour handicapés. Le Parc olympique est construit à partir de 1984 par le gouvernement canadien à la limite ouest de Calgary sur un terrain de 85 hectares,. La piste de bobsleigh et de luge est construite en béton armé et réfrigérée artificiellement. Des allées longeant la piste peuvent accueillir 25 000 spectateurs,. Pour le saut à ski, quatre tremplins de 30 50, 70 et 90 mètres sont érigés. La zone d'arrivée des tremplins de 70 et 90 mètres, utilisés pour les épreuves olympiques, offre 35 000 places debout et 15 000 places assises. Une piste de ski est aménagée pour les épreuves de sauts et de ballets en ski acrobatique et pour les démonstrations de ski alpin pour handicapés. Au total, le parc olympique du Canada accueille certains jours plus de 100 000 spectateurs.
Les compétitions de patinage de vitesse se déroulent pour la première fois dans une patinoire intérieure : l'Anneau olympique, situé sur le campus de l'Université de Calgary. Préparée dès 1984, c'est la première patinoire intérieure contenant une piste de patinage de vitesse de 400 mètres ouverte dans le monde,. Deux mille sièges permanents et deux mille sièges temporaires sont utilisés pendant les Jeux. Les tournois de curling et les courses de patinage de vitesse sur courte piste se déroulent dans le Centre Max Bell. Il est situé dans le sud-est de Calgary. Lors des travaux, le nombre de places est augmenté de 2 121 à 3 231.
Deux sites sont construits à l'extérieur de Calgary. La station de Nakiska, située sur le Mont Allan à 80 kilomètres à l'ouest de Calgary, accueille les épreuves de ski alpin et celle des bosses en ski acrobatique. D'après le projet initial, elles auraient dû être organisées sur les Monts Sparrowhawk et Shark, à 152 kilomètres à l'ouest de Calgary. La décision de choisir le Mont Allan est le changement de site le plus controversé, plusieurs groupes craignant les faibles chutes de neige et les possibles dégâts environnementaux. La station de Nakiska, nom signifiant « lieu de rencontre » en cri, est construite dès 1985. Trente pistes de ski alpin et 40 kilomètres de pistes de ski de fond sont aménagés et quatre télésièges permanents sont construits. Les pistes utilisées pour les épreuves olympiques ont une altitude maximale de 2 412 mètres et une dénivellation atteignant 874 mètres,. Le Centre nordique de Canmore est le site consacré aux épreuves de ski de fond, de biathlon et de ski de fond pour aveugles. Construit à partir de 1983 par le gouvernement de l'Alberta, il se situe sur le versant nord-est du Mont Rundle, à une centaine de kilomètres à l'ouest de Calgary et à 1 400 mètres d'altitude. Cinquante-six kilomètres de pistes sont préparés sur un territoire d'un kilomètre sur six,,.

### Sites d'hébergement

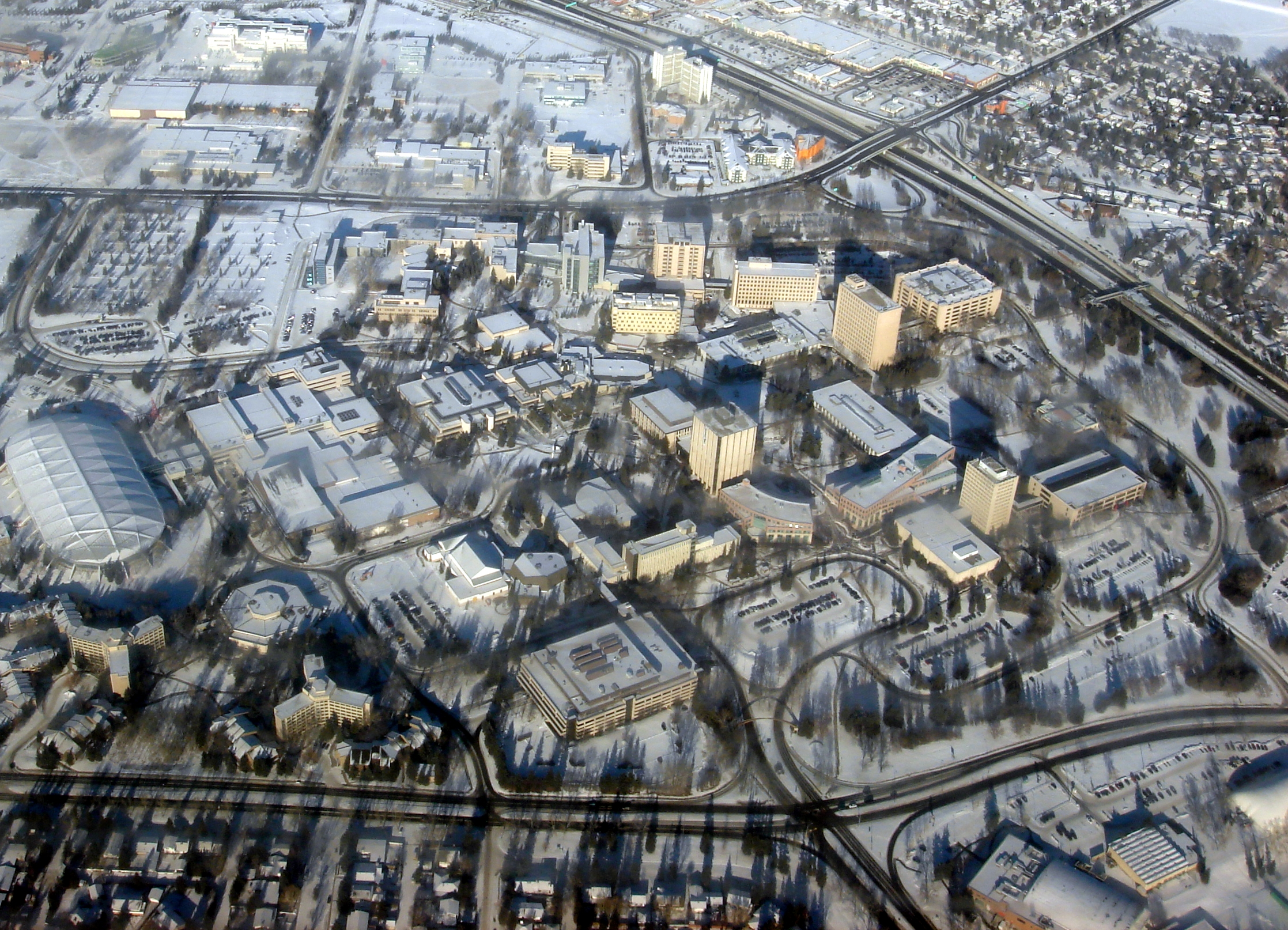
Sept bâtiments de l'Université de Calgary sont utilisés pour loger des athlètes et officiels. On distingue également l'Anneau olympique, à gauche de la photo.

Pour gérer l'afflux d'athlètes, d'entraîneurs, d'officiels et de journalistes, cinq villages olympiques sont aménagés à Calgary et Canmore. Le village olympique principal se trouve à l'Université de Calgary et est occupé à 92 % de sa capacité. Il accueille 1 843 athlètes et officiels d'équipes dans sept bâtiments, dont deux construits à l'occasion des Jeux. Les étudiants sont obligés de quitter leur logement et les cours sont annulés pendant les compétitions,,,. Un village olympique est également construit à Canmore. Des installations sportives permanentes comprenant un chalet de golf, une patinoire de curling et une piscine ainsi qu'un complexe temporaire d'hébergement composé de 15 remorques sont bâtis sur un terrain de 4,5 hectares. Ce complexe permet de loger jusqu'à 599 personnes mais est occupé par 497 athlètes, soit 84 % de sa capacité. Le village Owasina est aménagé dans une résidence d'étudiants du Southern Alberta Institute of Technology, à Calgary. Il offre 499 places réservées aux athlètes participant aux démonstrations, aux officiels des sports et aux bénévoles. Le Village des médias de Broadcast Hill, construit au nord-ouest de Calgary, est composé de 27 immeubles de trois étages pour un total de 900 places. Il accueille 785 représentants des médias,. Enfin, le Village des médias de Lincoln Park est construit au sud-ouest de la ville pour loger des journalistes de la presse écrite, des techniciens et des membres de la famille olympique dans 2 488 chambres.
Pour la Famille olympique, le Service des sources d'hébergement du comité d'organisation signe des contrats avec 60 hôtels représentant 6 000 chambres et réserve également 2 500 chambres supplémentaires. Un Bureau olympique de l'hébergement est créé pour aider les spectateurs à trouver un logement. Il loge notamment 12 000 personnes chez les habitants de la région.

## Médias

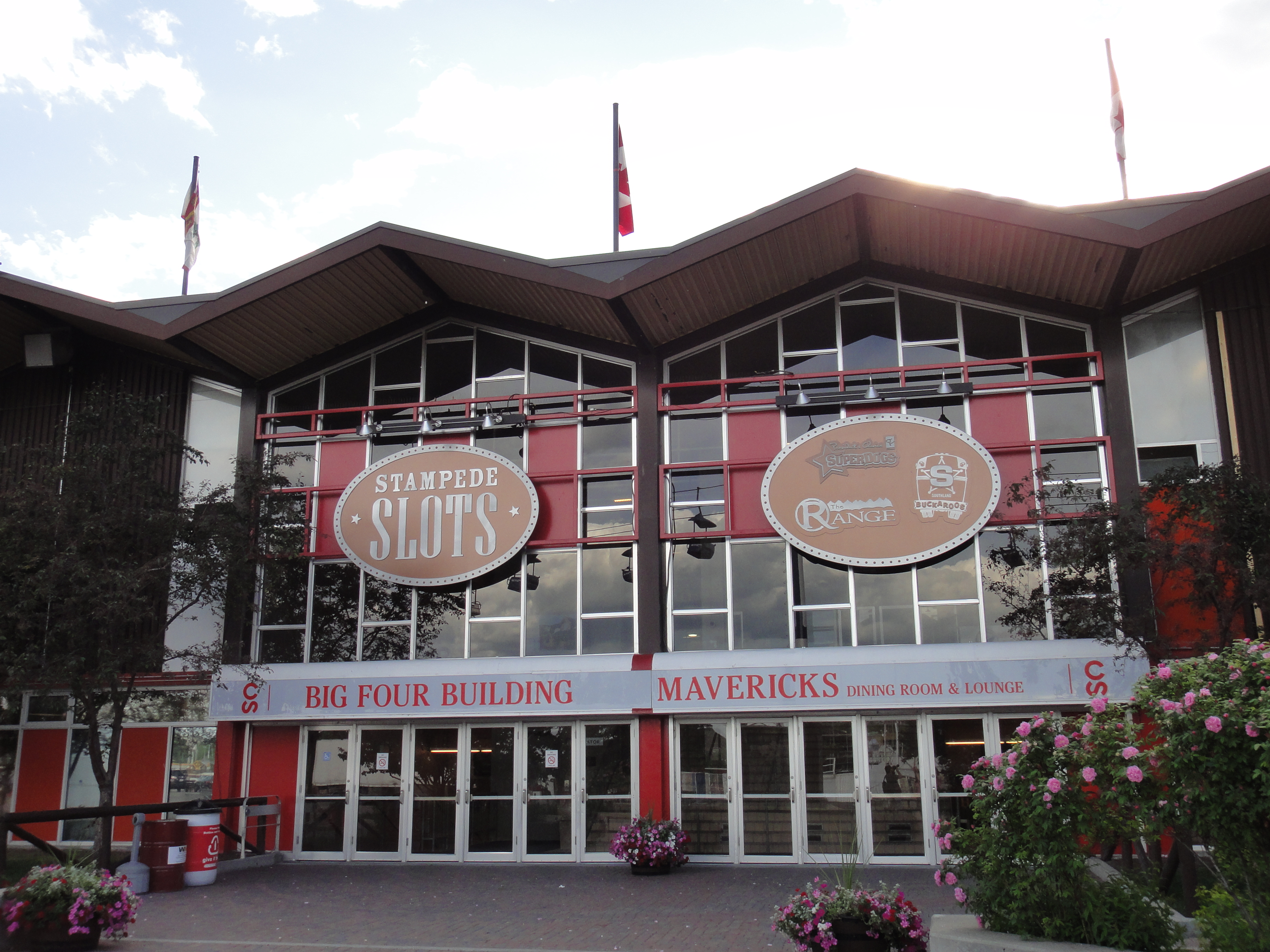
Le bâtiment Big Four accueille le Centre international de radiotélévision.

Les Jeux de Calgary sont couverts par 6 838 représentants des médias venant de 42 pays : 2 477 personnes de la presse écrite dont 350 photographes, et 4 361 personnes pour la télédiffusion dont 2 650 techniciens et 582 commentateurs,. Ils utilisent principalement deux sites situés à proximité du Saddledome olympique et du Stampede Corral : le Centre international de radiotélévision aménagé dans l'immeuble Big Four et le centre principal de la presse installé dans le Centre Roundup. Le réseau de télévision privé anglophone CTV est le diffuseur hôte nommé par le comité d'organisation. Il est chargé de la production et de la diffusion des images ainsi que du Centre international de radiotélévision d'une surface de 18 580 mètres carrés. L'équipe de production compte 140 personnes, dont 32 producteurs et réalisateurs, et utilise 150 caméras. La couverture télévisuelle nécessite également 1 200 lignes téléphoniques. Le comité d'organisation finance le Centre de radiotélévision, le personnel et les installations nécessaires à la diffusion tandis que CTV paie 4,5 millions de dollars canadiens pour diffuser les Jeux. Le réseau québécois TVA se charge de la diffusion en français,,. Au total, près de 550 heures d'émissions sont acheminées vers le centre de radiotélévision et 425 heures de programmes sont transmises aux diffuseurs étrangers. Calgary est un site idéal pour la télévision américaine, une grande part des épreuves pouvant être diffusées en fin d'après-midi ou en prime time dans les fuseaux horaires des côtes atlantique et pacifique regroupant la majorité du public. La chaîne ABC paie donc la somme record de 309 millions de dollars américains pour diffuser les Jeux, soit plus de trois fois les 91,5 millions qu'elle a dépensés pour les Jeux d'hiver de 1984. C'est la première fois depuis le début des droits de télédiffusion en 1960 que, pour une même année, les montants pour les États-Unis sont plus élevés lors des Jeux d'hiver que lors des Jeux d'été : la chaîne NBC verse 300 millions de dollars pour diffuser les Jeux d'été de 1988. Les 309 millions de dollars représentent le plus haut montant jamais payé dans l'histoire du sport et c'est grâce à ce contrat que le comité d'organisation n'a pas de dette après les Jeux,. Les montants sont beaucoup moins élevés dans le reste du monde en raison de l'absence de concurrence. Les droits de télédiffusion totaux sont de 325 millions de dollars américains, ce qui représente 432 millions de dollars canadiens. Le comité d'organisation reçoit environ 326 millions de dollars alors que le CIO encaisse environ 106 millions. Deux milliards de téléspectateurs suivent les Jeux dans 64 pays. L'importance du contrat signé avec ABC permet à cette chaîne d'imposer certaines restrictions. Par exemple, les épreuves de patinage et de hockey sur glace doivent se terminer avant 23 heures, heure de la côte est de l'Amérique du Nord. Cela oblige les organisateurs à commencer les épreuves à des heures inhabituelles. Le centre principal de la presse est aménagé dans le Centre Roundup, d'une surface de 13 935 mètres carrés. Les journalistes occupent 9 290 mètres carrés alors que la chaîne de télévision ABC utilise 4 650 mètres carrés. Dans ce centre, 900 lignes de téléphone sont utilisées. Cinq centres auxiliaires de la presse sont situés près des différents sites sportifs,,.

## Réactions et retombées

### Réactions
Les médias locaux se montrent critiques envers la billetterie et des changements dans le personnel du comité d'organisation, mais, globalement, les Jeux sont considérés comme un succès,. Le président du CIO Juan Antonio Samaranch qualifie l'événement de « Jeux olympiques d'hiver les mieux organisés de tous les temps ». En outre, la population de Calgary est généralement favorable à l'organisation des Jeux. D'après des sondages réalisés entre 1983 et 1987, 85 à 89 % des Calgariens soutiennent les Jeux, ce taux augmentant au fil du temps. Aussi, 72 à 78 % d'entre eux s'y intéressent tandis que 2 à 5 % y sont indifférents. L'événement se révèle être un succès populaire puisque, d'après un sondage réalisé après les Jeux, 97,8 % des habitants de la ville sont heureux que les Jeux aient eu lieu et 55 % d'entre eux y ont assisté.

### Retombées
En plus de la diffusion d'images de la ville de Calgary dans le monde entier, les Jeux laissent d’importantes retombées économiques et sportives. L'apport total des Jeux à l'économie canadienne dans les années 1980 est estimé à 1,4 milliard de dollars canadiens dont 506 millions provenant de la construction et la rénovation des installations, 310 millions de dépenses de planification et d'exploitation, 150 millions dépensés par les visiteurs et 424 millions d'effets indirects. 70 % de ces retombées profitent à l'Alberta, qui bénéficie d'une création d'emplois correspondant à 27 400 années travaillées.

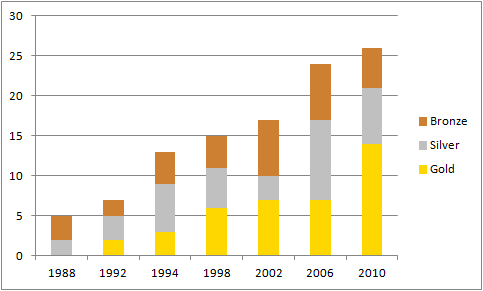
Le nombre de médailles canadiennes a augmenté à chaque édition des Jeux d'hiver entre 1988 et 2010.

Après les Jeux, le Comité olympique canadien et le Fonds olympique du Canada reçoivent 56 millions du comité d'organisation pour la promotion du sport au Canada. L'Association de développement olympique de Calgary obtient quant à elle un fonds de dotation de 85 millions de dollars du comité d'organisation et du gouvernement canadien. Cette association, actuellement nommée WinSport, est chargée de l'entretien et de l'amélioration des sites olympiques. Vingt-cinq ans après les Jeux, le capital vaut 125 millions de dollars. Les cinq sites construits pour les épreuves olympiques sont toujours utilisés tant par les athlètes professionnels que par les amateurs,. Ces installations attirent plus de 200 compétitions sportives nationales et internationales entre 1987 et 2007. Un rapport effectué pour le Comité d'organisation des Jeux olympiques et paralympiques d'hiver de 2010 à Vancouver établit un lien direct entre l'organisation des Jeux d'hiver de 1988 et l'augmentation du nombre de médailles canadiennes aux Jeux d'hiver de 5 en 1988 à 24 en 2006. En effet, presque les trois quarts des médaillés canadiens aux Jeux d'hiver de 2006 viennent de l'Alberta ou se sont entraînés sur les sites olympiques de cette province. Dix-sept des dix-neuf patineurs de vitesse canadiens participant à ces Jeux s'entraînent à l'Anneau olympique et 14 membres de l'équipe olympique de ski de fond sont nés et ont grandi à Canmore, alors que cette ville ne compte que 15 000 habitants.